# Santo Stefano (Verona)

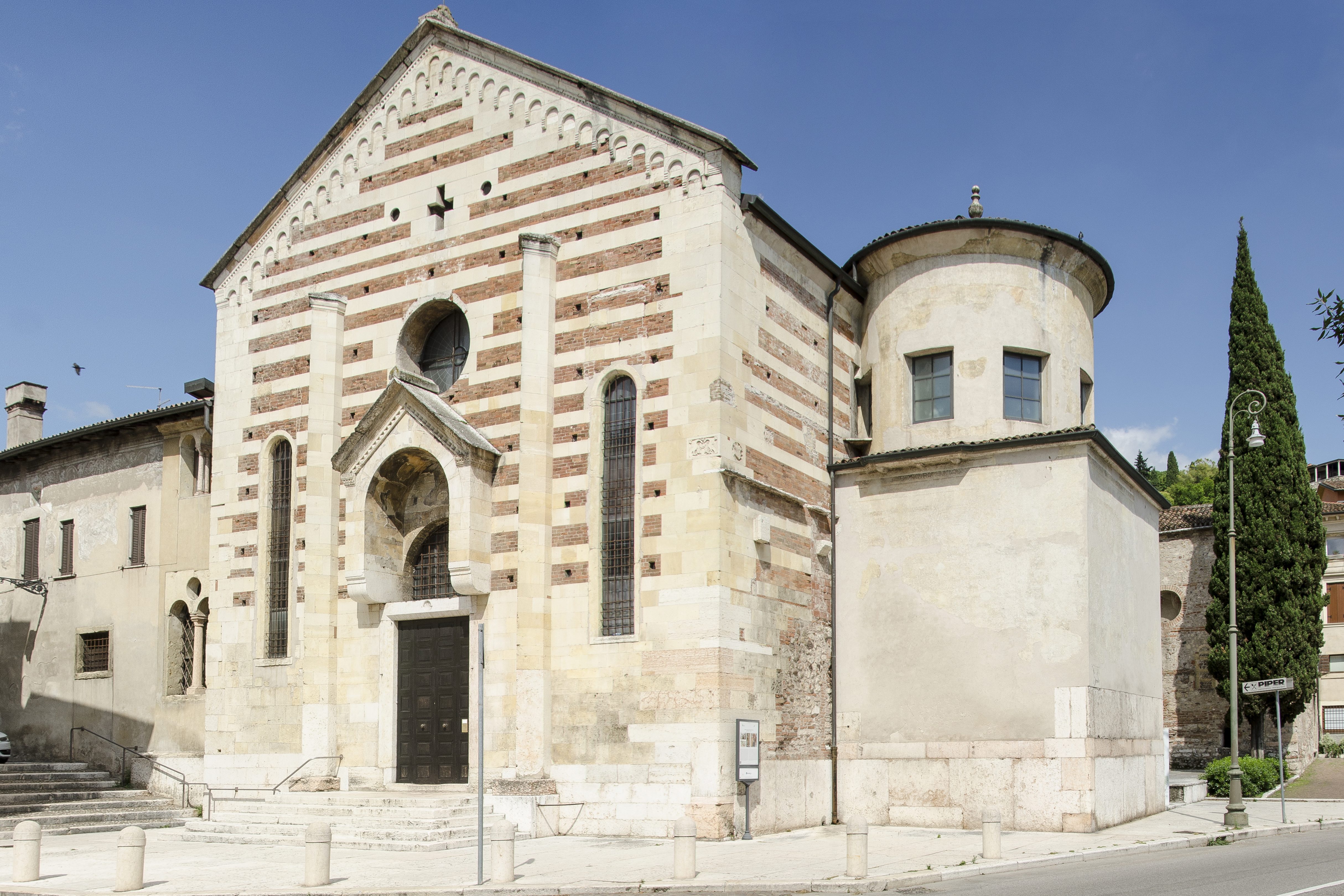
Santo Stefano – West- und Südfassade mit dem Anbau der Cappella degli Innocenti

Santo Stefano ist eine römisch-katholische Pfarrkirche in der oberitalienischen Stadt Verona in Venetien.

## Geschichte

### Frühchristliche Basilika
Santo Stefano entstand als frühchristliche Friedhofsbasilika außerhalb der römischen Stadtmauern von Verona. Dieser an der Via Claudia Augusta gelegene Bereich war bereits von den Römern für Bestattungen genutzt worden. Aufgrund einiger archäologischer Funde ging man in der Vergangenheit davon aus, dass hier ein kleiner Tempel stand, der den Gottheiten Isis und Serapis aus der ägyptischen Mythologie geweiht war und deren Kult von römischen Legionären nach Verona gebracht worden war. Neuere Forschungen stellen jedoch Zweifel an dieser These auf, da die Herkunft der ägyptischen Fundstücke nicht eindeutig geklärt ist.
Errichtet wurde die Kirche nach Ende der Christenverfolgungen im Römischen Reich in der zweiten Hälfte des 4. Jahrhunderts oder zu Beginn des 5. Jahrhunderts als einschiffige Basilika. Letztere besaß die Form eines lateinischen Kreuzes und wies damit im Gegensatz zu den anderen vorromanischen Kirchen Veronas ein Querschiff auf. Sicher ist, dass sie erst nach der Entdeckung der Reliquien des heiligen Stephanus 415 in Jerusalem und der anschließenden Verbreitung seines Kults dem Heiligen geweiht wurde.
Ob Santo Stefano später bis zum Bau des Doms im 8. Jahrhundert als Kathedrale der Stadt diente, ist umstritten. Belegt ist, dass hier mehrere Bischöfe von Verona ihre letzte Ruhestätte fanden. Tessari gibt an, dass zwischen 410 und 750 23 Bischöfe in Santo Stefano bestattet wurden. Nach Marchini diente das Gotteshaus dagegen erst ab 421 als Friedhofskirche der Bischöfe.
Erstmals schriftlich erwähnt wurde Santo Stefano im Anonymus Valesianus im Zusammenhang mit dem Ostgotenkönig Theoderich dem Großen. Allerdings ist unklar, ob Theoderich die Kirche, die in der Schrift als Oratorium bezeichnet wird, ganz oder nur teilweise einreißen ließ. Auch sind die Gründe dafür strittig. So wurde der Abbruch mit einem zwischenzeitlichen Konflikt des arianischen Theoderich mit den Veroneser Christen in Verbindung gebracht. Vermutlich war die Kirche von den Um- und Ausbauten betroffen, die der Ostgotenkönig in Verona durchführen ließ, darunter der Ausbau der bei Santo Stefano vorbeiführenden Stadtmauern zum Hügel San Pietro, auf dem Theoderich seinen Palast oder eine Burg errichten ließ. Sicher scheint, dass die Kirche eine Zeit lang nicht zugänglich war, da zwei in der ersten Hälfte des 6. Jahrhunderts verstorbene Bischöfe nicht in Santo Stefano, sondern in der Kirche San Pietro in Castello bestattet wurden.

### Frühmittelalter und Mittelalter
Für den Zeitraum zwischen dem Ende des 6. und dem 8. Jahrhundert liegen nur sehr spärliche Informationen über Santo Stefano vor. Nach Tessari verlor sie nach dem Tode des Bischofs San Biagio im Jahr 750 ihre Funktion als Friedhofskirche. Ab seinem Nachfolger Annone wurden die Bischöfe im Dom Santa Maria Matricolare bestattet.
Auch über die Datierung der frühmittelalterlichen Umbauarbeiten, die den Innenraum wesentlich veränderten, herrschen zum Teil abweichende Meinungen vor. Selbst die Reihenfolge ihrer Ausführung ist unklar. Angesiedelt werden die Arbeiten zwischen dem 8. und 10. Jahrhundert. In diesem Zeitraum wurden sowohl das Langhaus als auch der Bereich der Apsis umgestaltet. Ob die Arbeiten aufgrund neuer architektonischer Strömungen durchgeführt wurden oder ob sie wegen plötzlich aufgetretener Schäden umgebaut werden musste, die durch das Erdbeben von 793 oder die Ungarneinfälle in Oberitalien verursacht wurden, ist strittig.
Neben dem Bau des Chorbogens wurde das einschiffige Langhaus durch den Bau der mehrbögigen Scheidewände in drei Kirchenschiffe aufgeteilt. Im Laufe des 10. Jahrhunderts entstand nach einhelliger Meinung der ringförmige zweistöckige Chorumgang in der Apsis. Letzterer war für die Pilger der hier vorbeiführenden Via Romea bestimmt, ebenso wie ein angrenzendes Pilgerhospiz. Beide Bauten zeugen von der Bedeutung, der Santo Stefano als Pilgeretappe zukam. Über den zwei Seitenschiffen entstanden zwei Hohlräume, die von einigen Autoren als Emporen gedeutet werden und wahrscheinlich Frauen oder Persönlichkeiten vorbehalten waren. Sie besaßen zum Mittelschiff einige Monoforien und Biforien, die später zugemauert wurden und noch zu erkennen sind. Mit dem Bau der beiden Seitenschiffe wurden auch die fünf großen Fenster der frühchristlichen Kirche an der Nord- und Südfassade fast vollständig zugemauert und in Monoforien verwandelt, während ihre offen gebliebenen Fensterbögen die Emporen beleuchteten.
947 wurde erstmals ein Rektor von Santo Stefano namentlich erwähnt. Mit der Erweiterung der Stadt und dem Bau neuer Stadtteile am linken Etschufer gewann sie auch für die Kirchengemeinde an Bedeutung. 1067 wurde ein Erzpriester für sie ernannt und 1129 wurde sie urkundlich erstmals als Pieve bezeichnet. Die Bezeichnung Pieve und das Taufrecht wurden ihr 1203 durch den Bischof von Verona Adelard II. bestätigt.
Beim Erdbeben von 1117 wurde auch Santo Stefano beschädigt. In der Vergangenheit ging man davon aus, dass die Schäden einen radikalen Umbau zur Folge hatten, zum Teil wurde sogar von einem Neubau gesprochen. Neuere Studien gehen allerdings davon aus, dass sich die Schäden in Grenzen hielten und das Erdbeben im Nachhinein lediglich als Vorwand für die Umbauarbeiten im romanischen Stil dienten.
Während dieser romanischen Umbauphase im 12. Jahrhundert entstanden die Westfassade, die Krypta, der aufgestockte Chor sowie der Tiburio aus Mauerziegeln. Dabei wurde die Struktur der Kirche weitgehend unberührt gelassen, so dass die neuen Baukörper in die älteren integriert wurden, was die architektonische und baugeschichtliche Besonderheit von Santo Stefano ausmacht.
Mit dem nachträglichen Einbau der Krypta, die den bedeutendsten baulichen Einschnitt dieser Bauphase darstellte, wurde der gesamte Chorbereich um etwa drei Meter aufgestockt. Dies hatte zur Folge, dass Santo Stefano seitdem drei Stockwerke aufweist. Nach 1185 wurde die romanische Westfassade errichtet. Beim Umbau wurde das Langhaus verlängert und das vorromanische Atrium in den Bau integriert. In dieser Phase wurden auch die Wände, Säulen und Pfeiler des Innenraums mit Fresken geschmückt, die allerdings im Laufe der Zeit zum Großteil verloren gingen oder übermalt wurden. Zugleich entstand an der Nordseite das Pfarrhaus.
Zwischen der Mitte des 13. und dem Beginn des 14. Jahrhunderts wurden Arbeiten an der Apsis ausgeführt und die Apsis in einen internen und äußeren Bereich zweigeteilt, nachdem es Probleme mit einsickerndem Wasser gab. In dieser Zeit entstanden auch einige Fresken, die allerdings nur zum Teil erhalten geblieben sind.

### Neuzeit und Moderne
Das 15. Jahrhundert hinterließ in Santo Stefano keine größeren Spuren. Als der Bischof Gian Maria Giberti 1541 die Kirche besuchte, bemängelte er den verlassenen, heruntergekommenen Zustand des Gotteshauses. Nach der Ernennung des neuen Erzpfarrers Giovanni del Bene machten sich del Bene und später sein Nachfolger Pierfrancesco Zini daran, die Kirche zu restaurieren. Zu den größeren Bauvorhaben gehörten der Bau und die nachfolgende Ausgestaltung der Chorkuppel unter dem Tiburio durch Domenico Brusasorzi. Mit dem Kuppelabschluss sollten die nach wie vor bestehenden Probleme mit eindringendem Regenwasser endgültig behoben werden.
In der zweiten Hälfte des 16. Jahrhunderts wurden auch die Zugänge zur Krypta und zum Chor geändert. Statt der beiden kleineren Treppen in den Seitenschiffen führte nun, wie in San Zeno Maggiore, eine große Treppe im Hauptschiff in die Krypta, womit die Bedeutung der dort liegenden Reliquien hervorgehoben werden sollte. In den beiden Seitenschiffen wurden dagegen die Treppenaufgänge zum Chor errichtet. Die Renaissance ging aus architektonischer Sicht im Großen und Ganzen eher spurlos an Santo Stefano vorbei. 1576 wurde die umgebaute Kirche unter Anwesenheit des Bischofs Agostino Valier neu geweiht. Am Ende des 16. Jahrhunderts wurde der Vorplatz an der Westfassade tiefer gelegt und die Freitreppe errichtet.
Zwischen 1618 und 1621 entstand im Zuge der Gegenreformation die Seitenkapelle am südlichen Seitenschiff. Sie wurde von Monsignore Giulio Varalli in Auftrag gegeben, um die in der Krypta aufbewahrten Reliquien aufzunehmen. Zu Beginn des 18. Jahrhunderts wurden im nördlichen Seitenschiff drei Seitenkapellen errichtet. Zudem wurde die im 16. Jahrhundert vorgenommene Änderung der Treppenzugänge in die Krypta und zum Chor wieder rückgängig gemacht und der vorherige Zustand wiederhergestellt. 1750 wurde im nördlichen Seitenschiff ein Stützbogen eingefügt, nachdem am dritten Bogen der Scheidewand Risse aufgetaucht waren und der Bogen nachzugeben drohte, was womöglich den Einsturz des Langhauses nach sich gezogen hätte.
Im 19. Jahrhundert wurden der Vorplatz und der Außenbereich an der angrenzenden Südseite gepflastert. Dabei wurde der umliegende Bereich um einen Meter ausgehoben. Die nun freiliegenden Grundmauern wurden nachträglich mit Kalksteinplatten abgedeckt. Bei den Arbeiten wurden auch zwei der ägyptischen Gottheit Isis geweihten Altäre gefunden. 1840 musste die Kirche wegen Einsturzgefahr geschlossen werden und konnte erst nach dreijähriger Restaurierung wieder geöffnet werden. Während der Restaurierung wurde die Holzdecke im Langhaus eingesetzt, die einer Kassettendecke nachempfunden ist. Zugleich wurde ein Oratorium an der südlich Außenmauer zwischen der Kapelle Varalli und dem Querschiff errichtet, das in den 1950er-Jahren wieder abgerissen wurde. Nach Marchini ersetzte das Oratorium einen dort bereits im 17. Jahrhundert errichteten Bau, in dem unter anderem das Leichenhaus untergebracht war. In der zweiten Hälfte des 19. Jahrhunderts wurden nun zum dritten Mal die Treppenzugänge in die Krypta und zum Chor umgebaut und die Krypta erneut über eine zentrale Treppe mit dem Mittelschiff verbunden.
Zu Beginn des 20. Jahrhunderts wurden die beiden Seitenaltäre im Chor entfernt und der Durchbruch im südlichen Querschiff zum oberen Chorumgang geschaffen. In den 1950er Jahren stellte man den Aufgang zum Chor und den Abstieg zur Krypta wieder im ursprünglichen Zustand her. Restaurierungsarbeiten, die unter anderem den Chorbereich, das Querschiff und die Fresken betrafen, wurden in den 1990er und 2000er Jahren durchgeführt.
Zur Pfarrei Santo Stefano gehören die beiden Filialkirchen San Pietro Martire und Madonna del Terraglio.

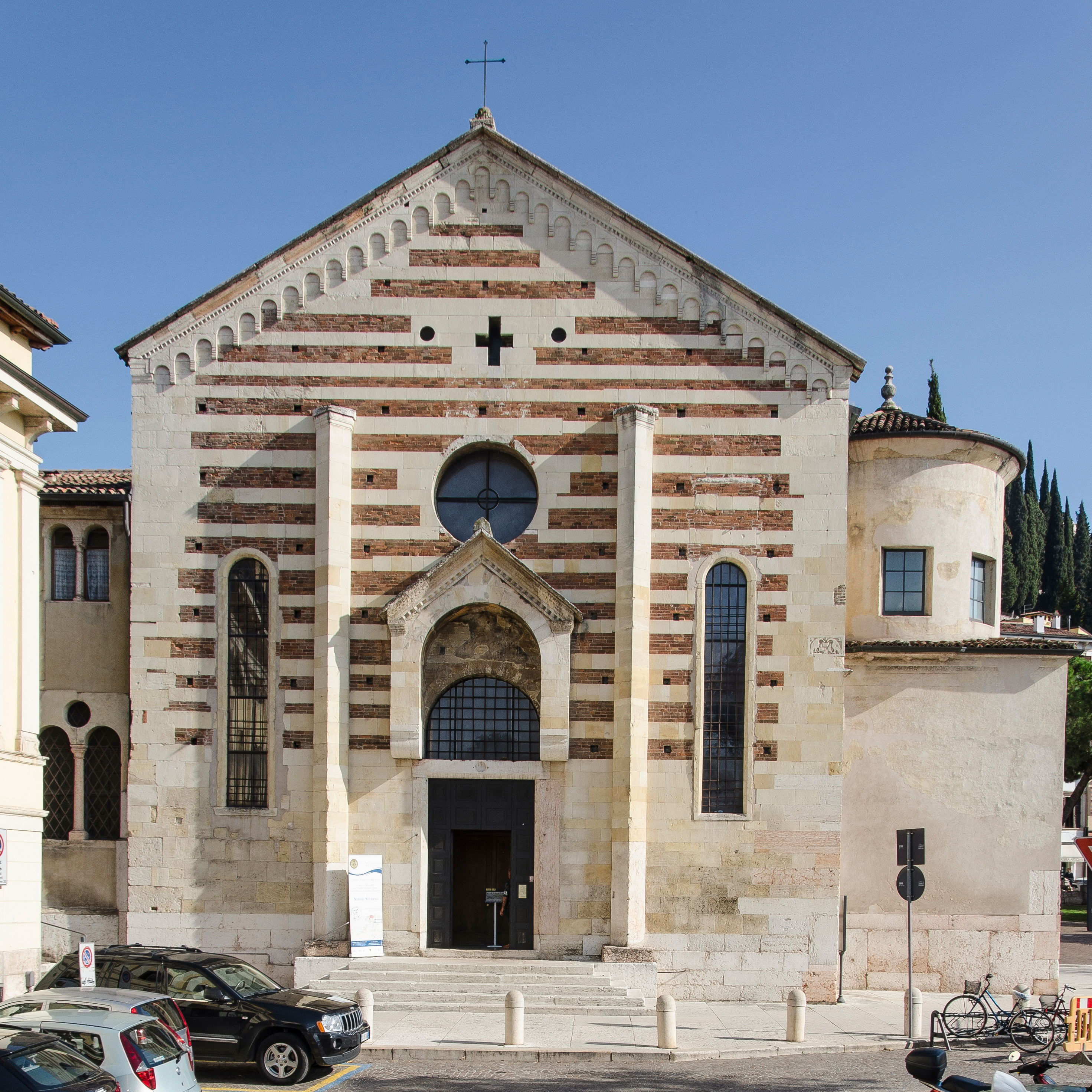
Romanische Westfassade
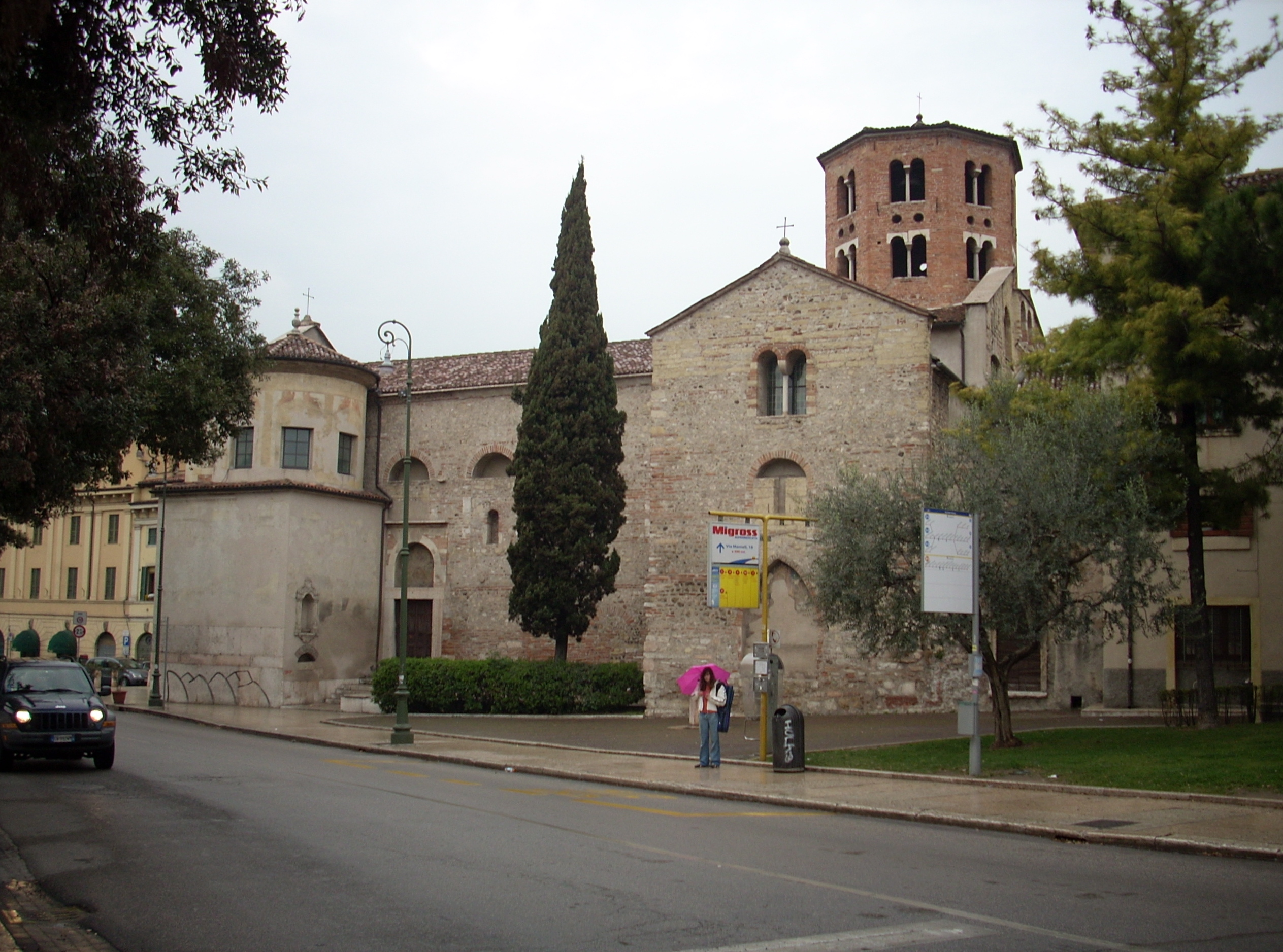
Südfassade
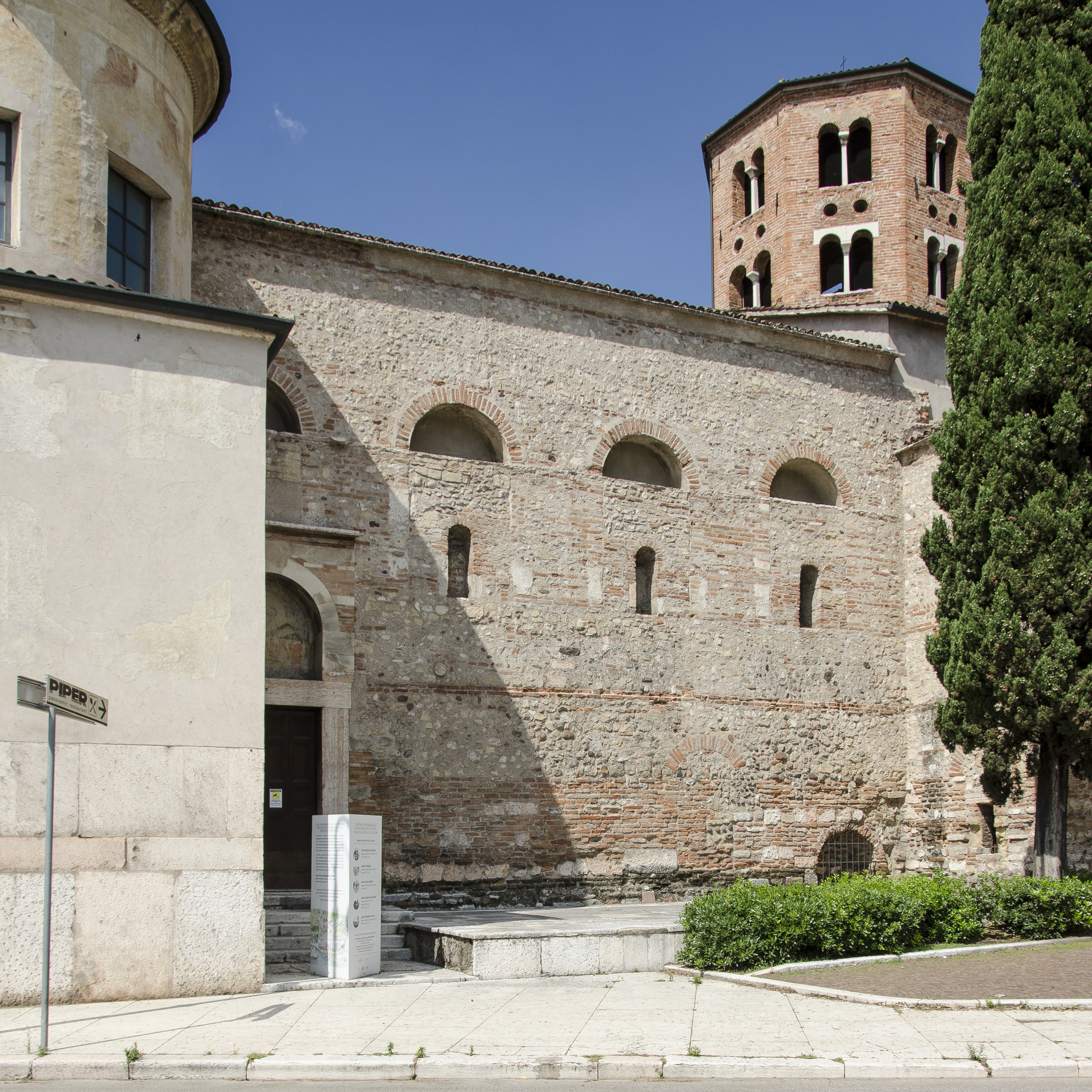
Die Außenmauer mit den in der Vorromanik entstandenen Monoforien
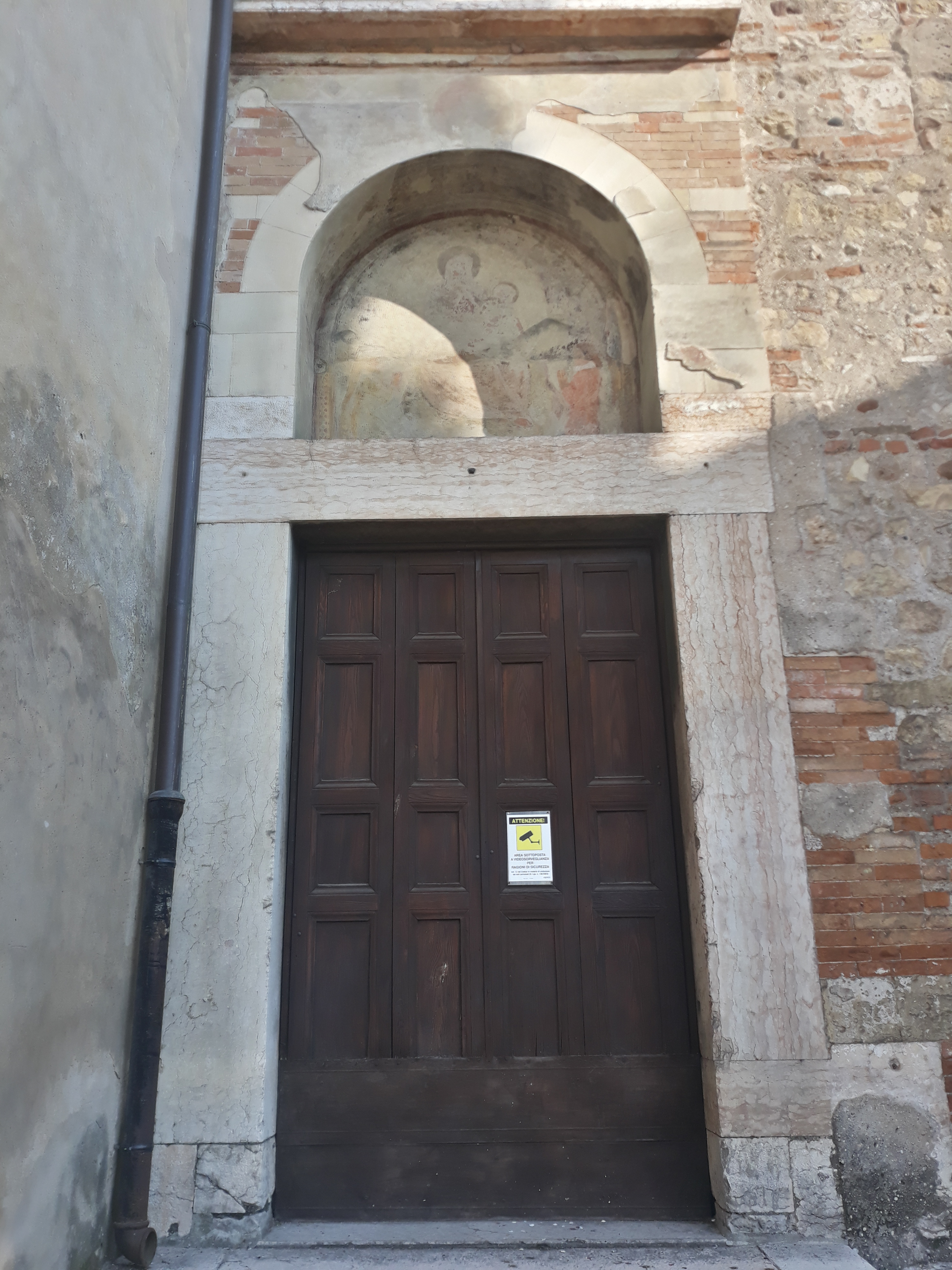
Südliches zugemauertes Seitenportal
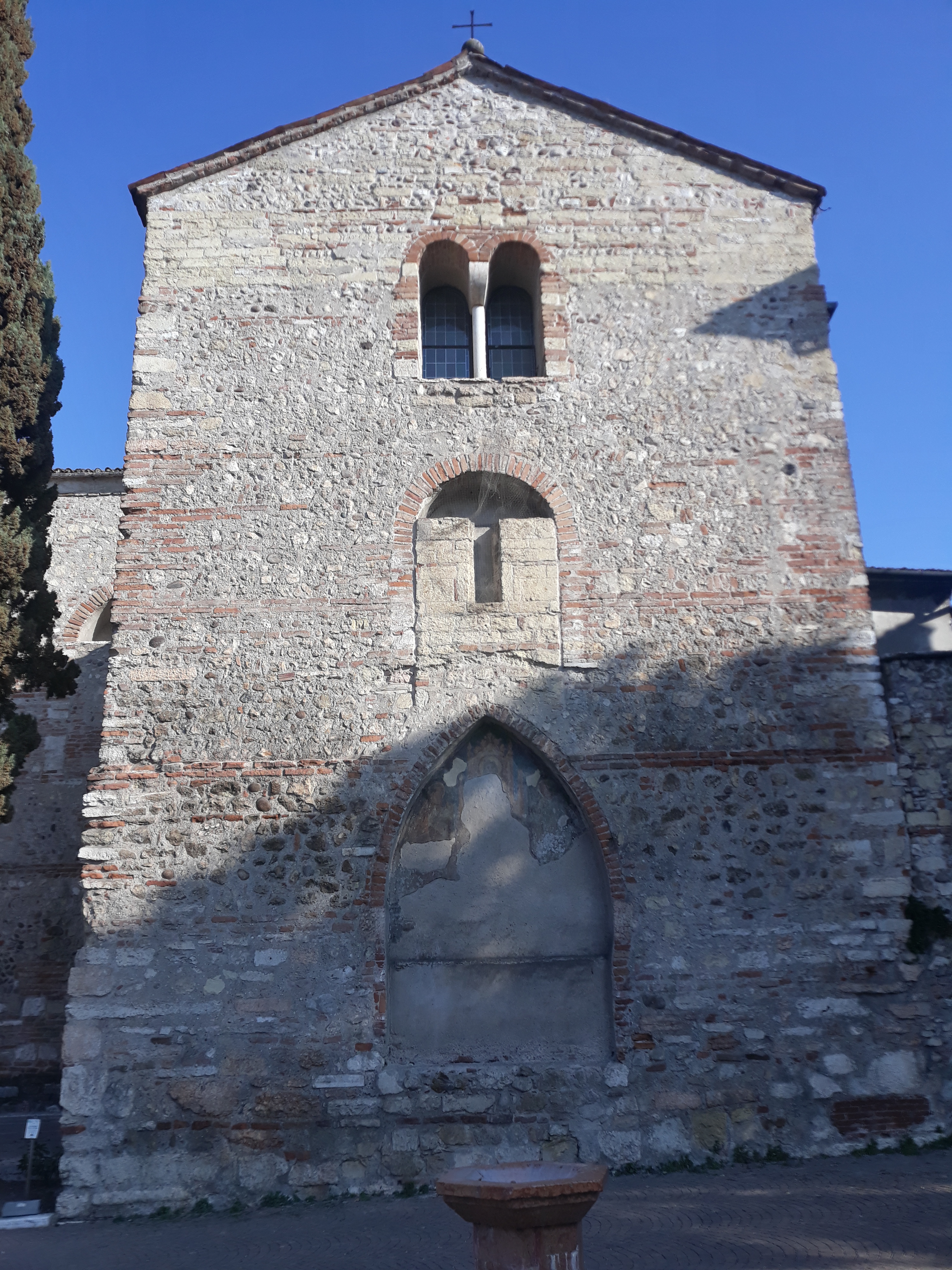
Südseite des Querschiffs

## Architektur
Die am orographisch linken Ufer der Etsch, keine hundert Meter von der Ponte Pietra im Stadtteil Veronetta gelegene Kirche ist der älteste erhaltene Kirchenbau der Stadt. Im Gegensatz zu anderen frühchristlichen Kirchen Veronas, wie San Procolo, wurde sie nie zerstört oder abgerissen und neu errichtet, sondern lediglich umgebaut. Sie enthält vorromanische, romanische sowie Bauelemente aus der Renaissance und dem Barock.

### Westfassade
Die Westfassade besitzt das für die Veroneser Romanik charakteristische und dem römischen Opus listatum nachgeeiferte Kombinationsmauerwerk mit roten Mauerziegeln und weißem Tuff. Sie zählt trotz ihrer nachträglichen Veränderungen zu den schönsten Beispielen der Veroneser Romanik.
Die Ende des 12. Jahrhunderts entstandene Fassade mit ihrem Satteldachabschluss entspricht in ihrem Aufbau der Fassade der einschiffigen frühchristlichen Kirche. Der zwischenzeitlich erfolgte dreischiffige Umbau des Langhauses wird durch die zwei mehreckigen Strebewerke lediglich angedeutet, die auf der Höhe der Trennmauern des Langhauses enden, so als ob sie als Stützen dienten. Die Fassade reicht über das Dach hinaus und bildet so einen Scheingiebel. Letzterer schließt mit einem asymmetrischen Rundbogenfries aus Tuff ab. Im 19. Jahrhundert wurden das Rundfenster an Stelle eines Biforiums und die beiden schmalen länglichen Fenster an der Seite eingesetzt. Auf der Höhe des Dachstuhls befindet sich ein kreuzförmiges Fenster, eingerahmt von zwei Bullaugen.
Der zum Schutz über dem Westportal angebrachte Protiro besitzt einen ausgearbeiteten Zahnfries. An der Fassade sind noch in regelmäßigen Abständen die Löcher zu erkennen, in denen die Balken des Baugerüsts befestigt waren.
Links und rechts des Portals sind einige mittelalterliche lateinische Inschriften in den Tuff eingeritzt und Ereignisse aus der Stadtchronik wiedergegeben. Die älteste und einzige Inschrift auf der linken Seite des Eingangs ist mit 1195 datiert und berichtet vom Bruch des Etschdammes nach einem Hochwasser.

### Südfassade und Querschiff
Die Südfassade weist mit ihrer Außenmauer noch wesentliche Elemente der frühchristlichen Basilika auf. Sie besteht aus inhomogenem Mauerwerk, das auf der Innenseite als Opus caementicium und auf der Außenseite als Opus mixtum aus Mauerziegeln, Natursteinen und Flusskieseln hochgezogen wurde, und hat eine Stärke von knapp einem Meter.
Zu erkennen ist auch die ursprüngliche Fensterreihe, die aus fünf über drei Meter hohen und fast zwei Meter breiten Fenstern bestand und im Mittelalter zum Großteil zugemauert und in Monoforien umgewandelt wurde. Von den fünf Fenstern sind vier noch zu erkennen, während das fünfte dem Anbau der Seitenkapelle im 17. Jahrhundert zum Opfer fiel. Ein weiteres dieser im 7. oder 8. Jahrhundert entstandenen Fenster befindet sich am Querschiff.
Das Querschiff weist als Besonderheit auf, dass es länger als das Langhaus ist. In der Vergangenheit wurde angenommen, dass das erste Querschiff der frühchristlichen Kirche den Abrissarbeiten unter Theoderich zum Opfer fiel und dann neu errichtet wurde. Neuere Studien gehen dagegen davon aus, dass das Querschiff in seiner ursprünglichen Form erhalten geblieben ist. An der Südseite des Querschiffs befindet sich unter dem zugemauerten Fenster der frühchristlichen Kirche ein Spitzbogen mit den Resten eines Freskos einer thronenden Madonna, das dem 14. Jahrhundert zugeschrieben werden kann. Darunter stand vermutlich einst ein Sarkophag.

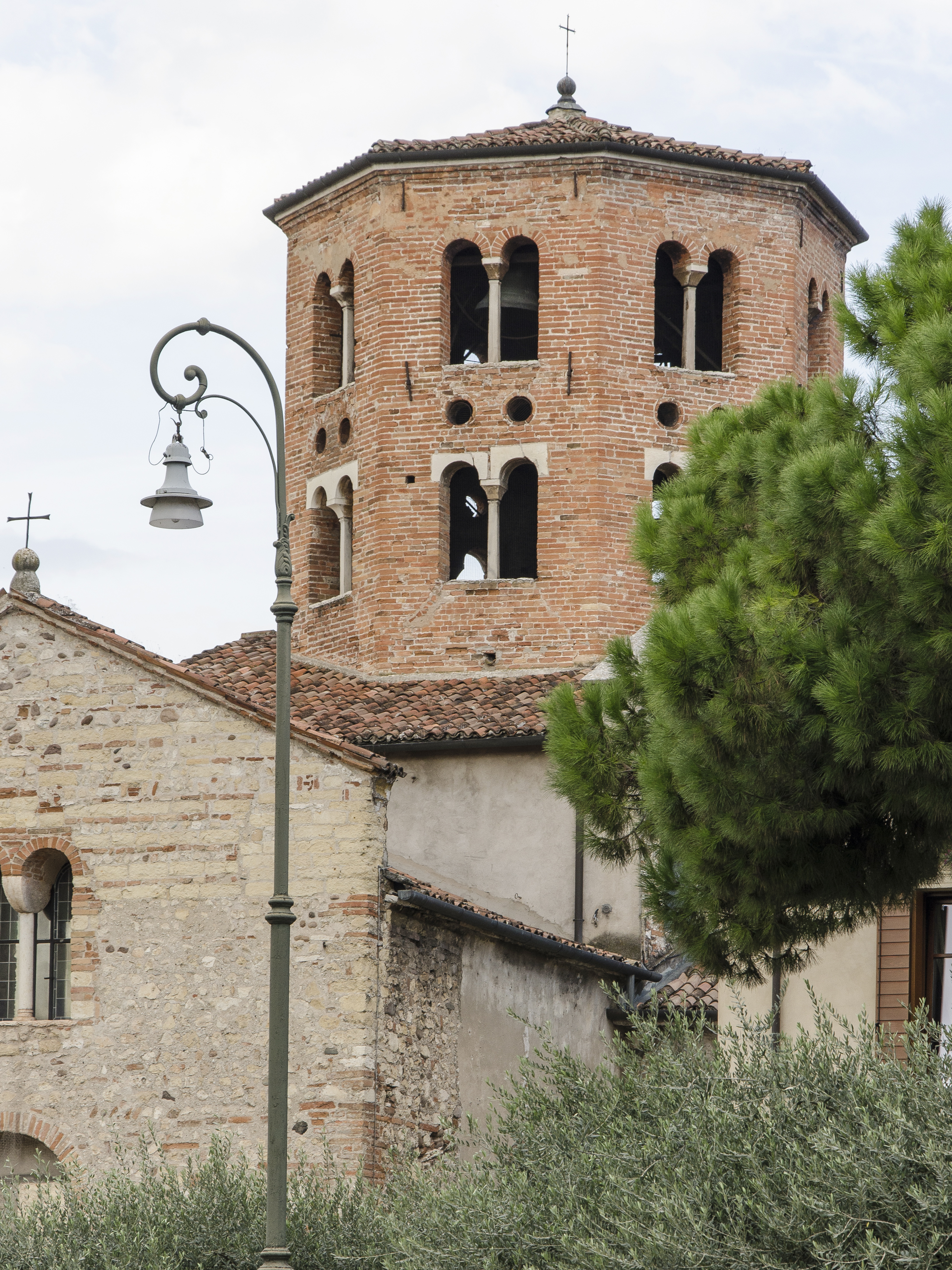
Tiburio
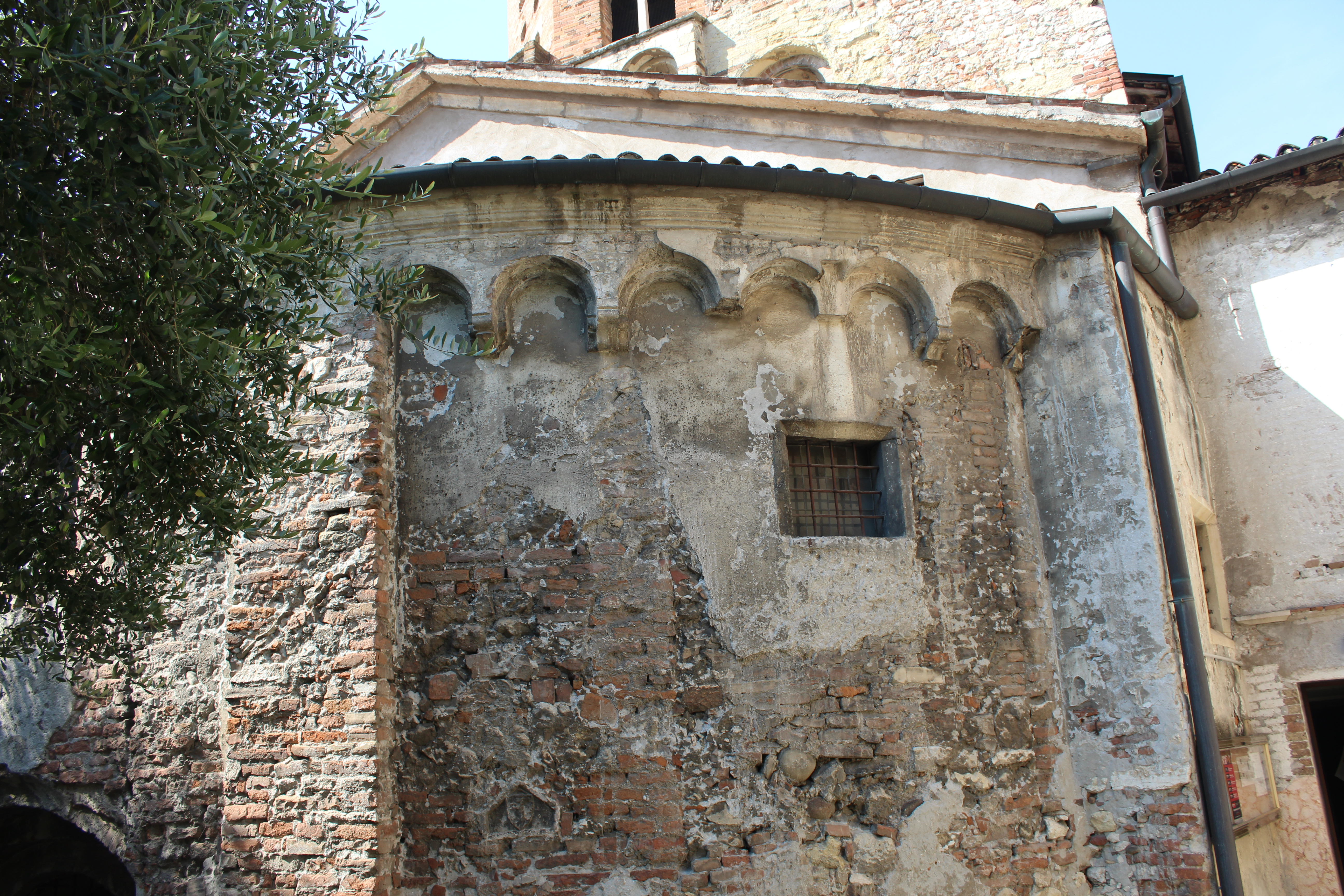
Vorromanische äußere Apsis
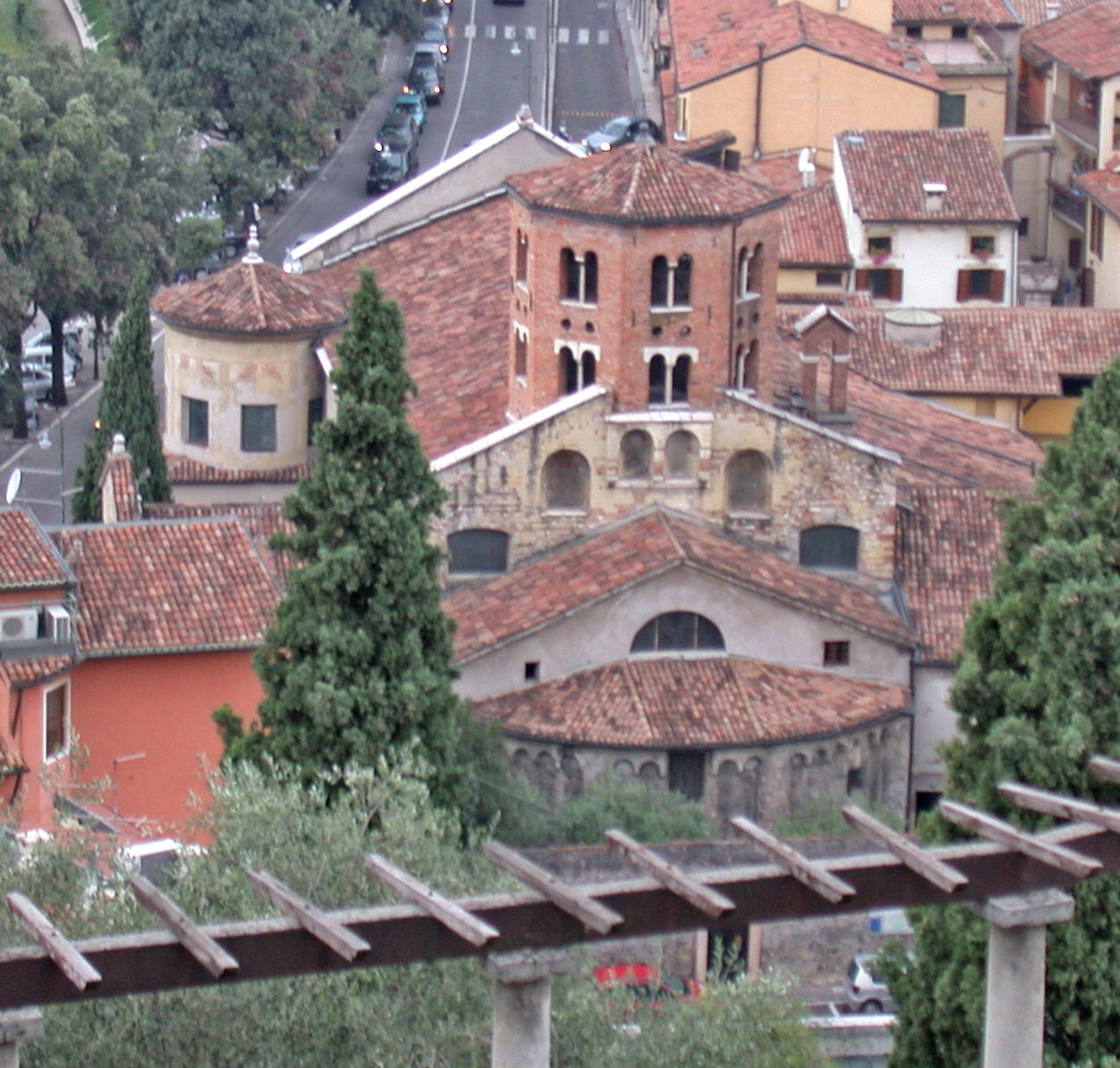
Ostseite mit äußerer sowie innerer Apsis, Tiburio und Glockengiebel

### Apsis und Tiburio
Der Tiburio lehnt sich an den lombardischen Baustil an und ist einzigartig in Verona. Er wurde anstelle eines Oberlichts errichtet und war womöglich von Anfang an als Glockenturm ausgelegt. Der Turm besitzt die Form eines Oktogons mit insgesamt 16 zweigeschossig angeordneten Biforien und wurde aus Mauerziegeln erbaut. Die mittig angelegten gekuppelten Säulen sind aus weißem Carrara-Marmor. Für den Bau wurden extra vier Stützpfeiler errichtet, die sich von der Krypta bis zur Vierung entlangziehen und auf denen vier Bögen ruhen, die den Tiburio stützen.
Das Geläut von Santo Stefano besteht aus sechs Glocken. Fünf davon wurden in der Veroneser Glockengießerei Cavadini 1896 gegossen, die sechste und kleinste Glocke wurde 1927 ergänzt. Die Glocken sind im oberen Stock des Tiburios aufgehängt, während die Glöckner sie etwa vier Meter tiefer vom unteren Stock betätigen. Bis zum Einbau des Geläuts wurde ein kleiner Glockengiebel genutzt, der an der Nordseite des Tiburios zu erkennen ist. Wegen der Baufälligkeit des Glockenstuhls, werden die Glocken seit den 1990er Jahren nicht mehr genutzt.
An der östlichen Außenwand des Langhauses zwischen Apsis und Tiburio befinden sich einige Nischen, deren ursprünglicher Zweck nicht geklärt ist. Vermutlich handelt es sich um ehemalige zugemauerte Fensteröffnungen. In den beiden großen äußeren Nischen sind Reste von Fresken erhalten, die byzantinische Einflüsse aufweisen. An der südlichen Seite ist der Erzengel Michael und an der Nordseite der Evangelist Johannes dargestellt.
Der Bereich der Apsis teilt sich in einen halbrunden Außenbereich, der in etwa dem frühchristlichen Bau entspricht, und in einen mit einem Satteldach versehenen rechteckigen Innenbereich, der zwischen dem 13. und 14. Jahrhundert entstand. In der halbrunden äußeren Apsis wurden im gleichen Zeitraum die Außenmauern abgesenkt und ein Rundbogenfries angebracht. Nördlich der Apsis befinden sich einige Grabsteine. Dieser Bereich war wahrscheinlich bereits nach Fertigstellung der frühchristlichen Kirche als Friedhof genutzt worden.

## Innenraum und Innenausstattung
Der Innenraum lässt sich in die drei räumlich klar getrennten Bereiche Langhaus, Chor mit Querschiff und Krypta aufgliedern.

### Langhaus
Die Pfeiler, die das Mittelschiff von den beiden Seitenschiffen trennen, sind ganz im Sinne der ottonischen Epoche vollkommen schmucklos und besitzen weder Basis noch Kapitelle. Von den zu unterschiedlichen Zeiten entstandenen Fresken im Bereich der beiden Scheidewände, sind nur wenige Reste erhalten geblieben.
Deutlich zu erkennen ist an der unterschiedlichen Mauerstruktur der Scheidewände die Ende des 12. Jahrhunderts vorgenommene Verlängerung des Langhauses. An der Stelle befand sich bis zum Umbau das Atrium. Am Ende des nördlichen und südlichen Seitenschiffs führen Treppen in die tiefer liegende Krypta, während die breite Treppe im Hauptschiff zum Chor und Querschiff führt.

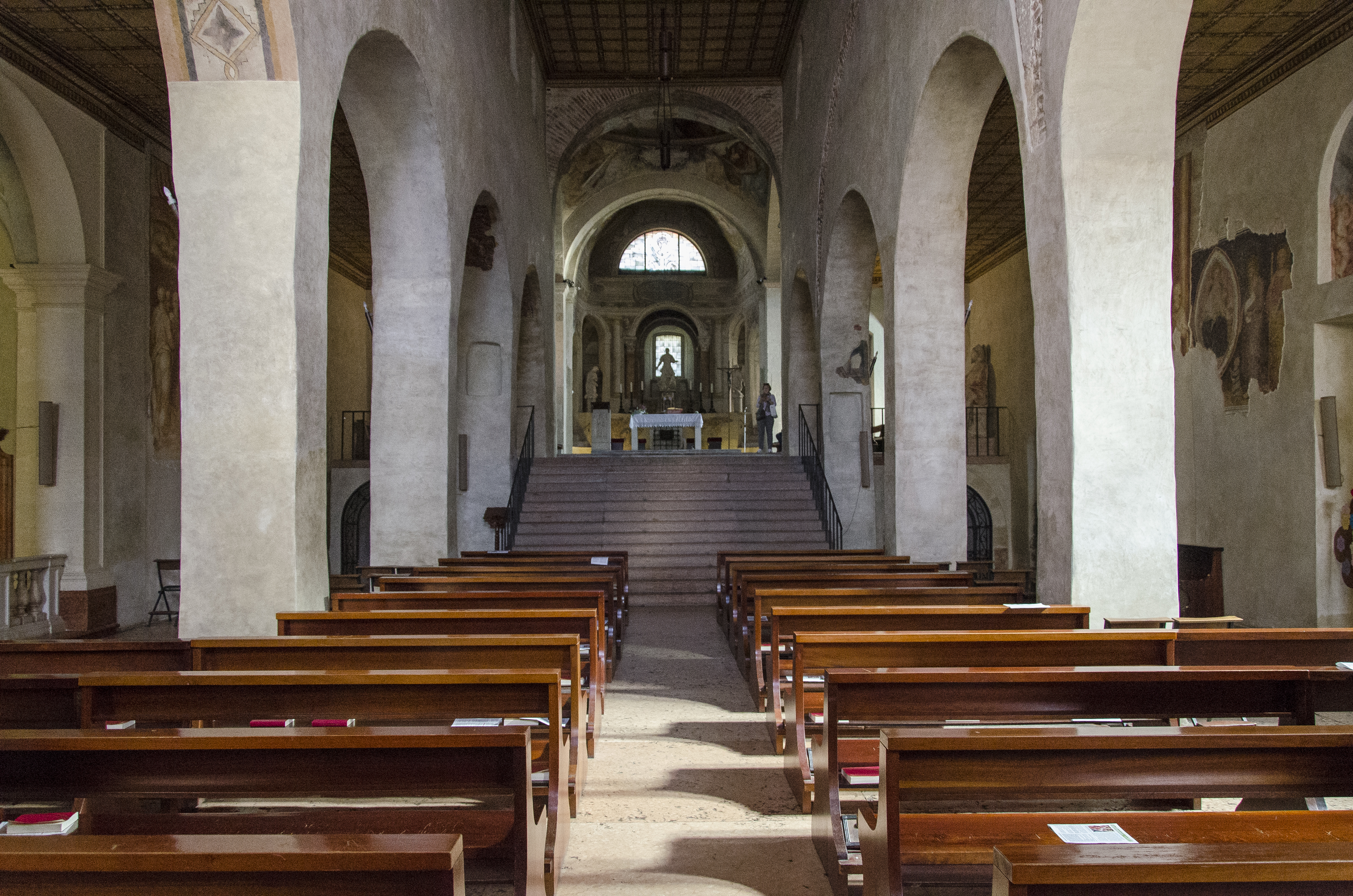
Langhaus mit Aufgang zum Chor und Querschiff
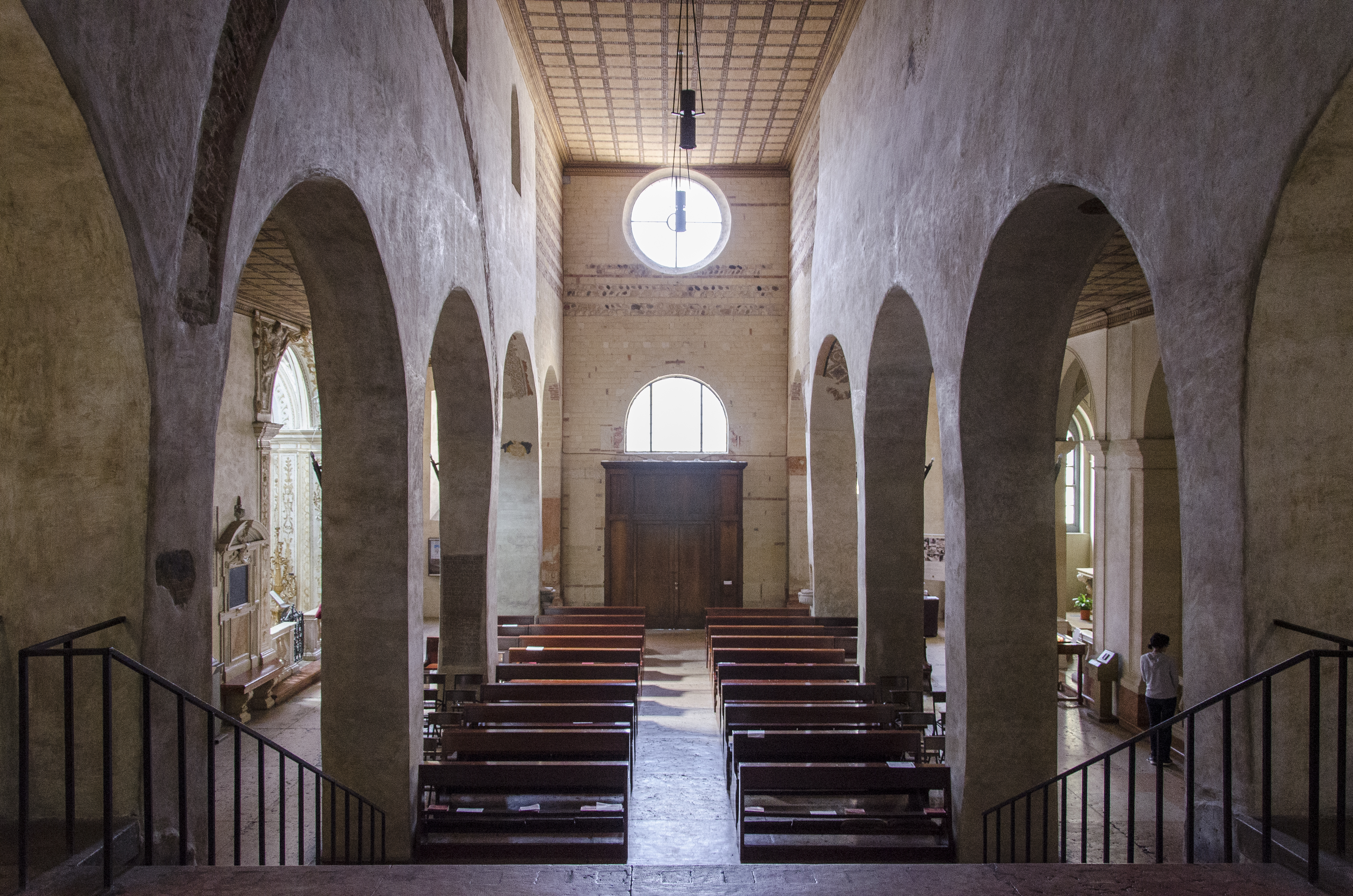
Langhaus mit Blick zum Westportal
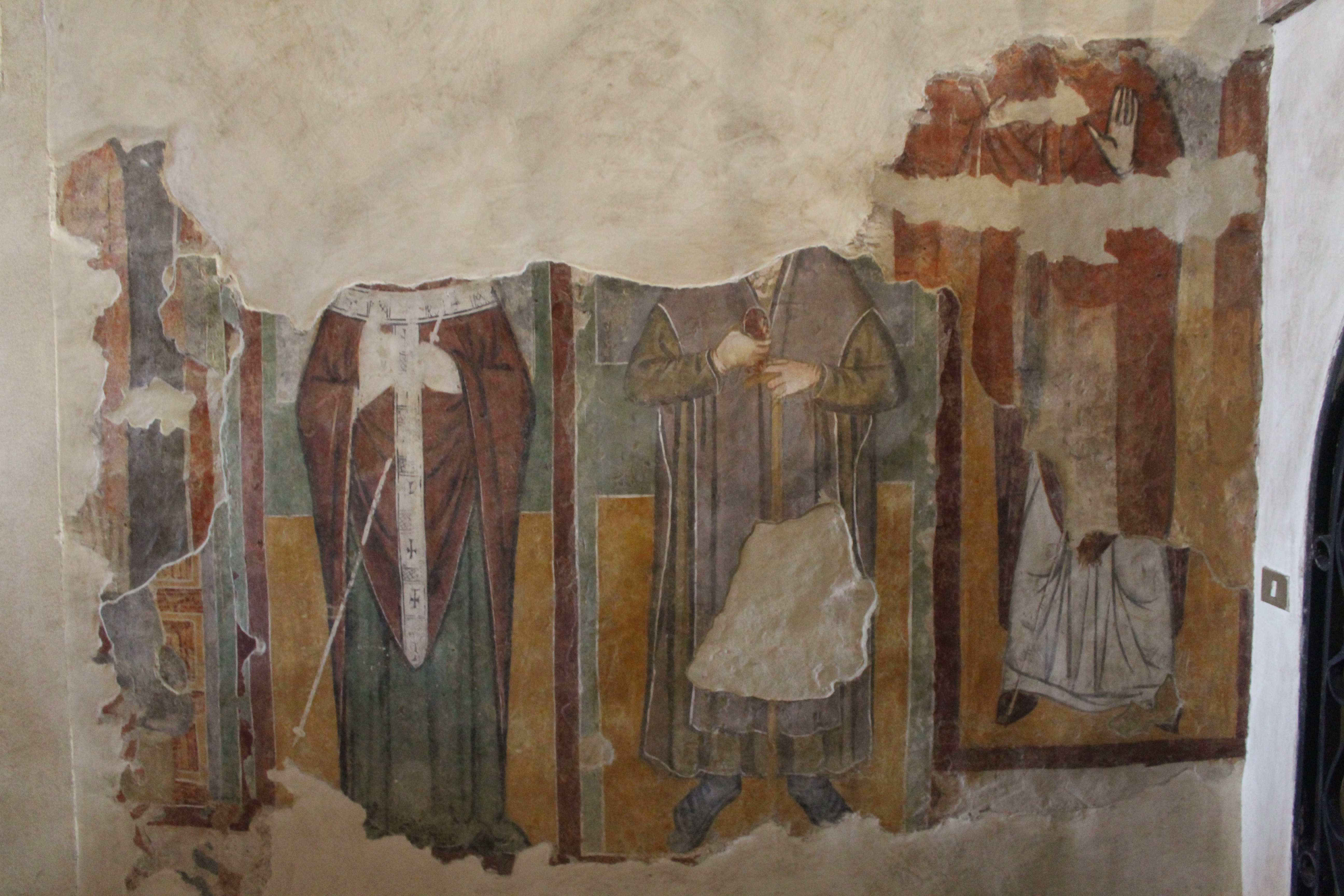
Fresko der drei Heiligen im nördlichen Seitenschiff
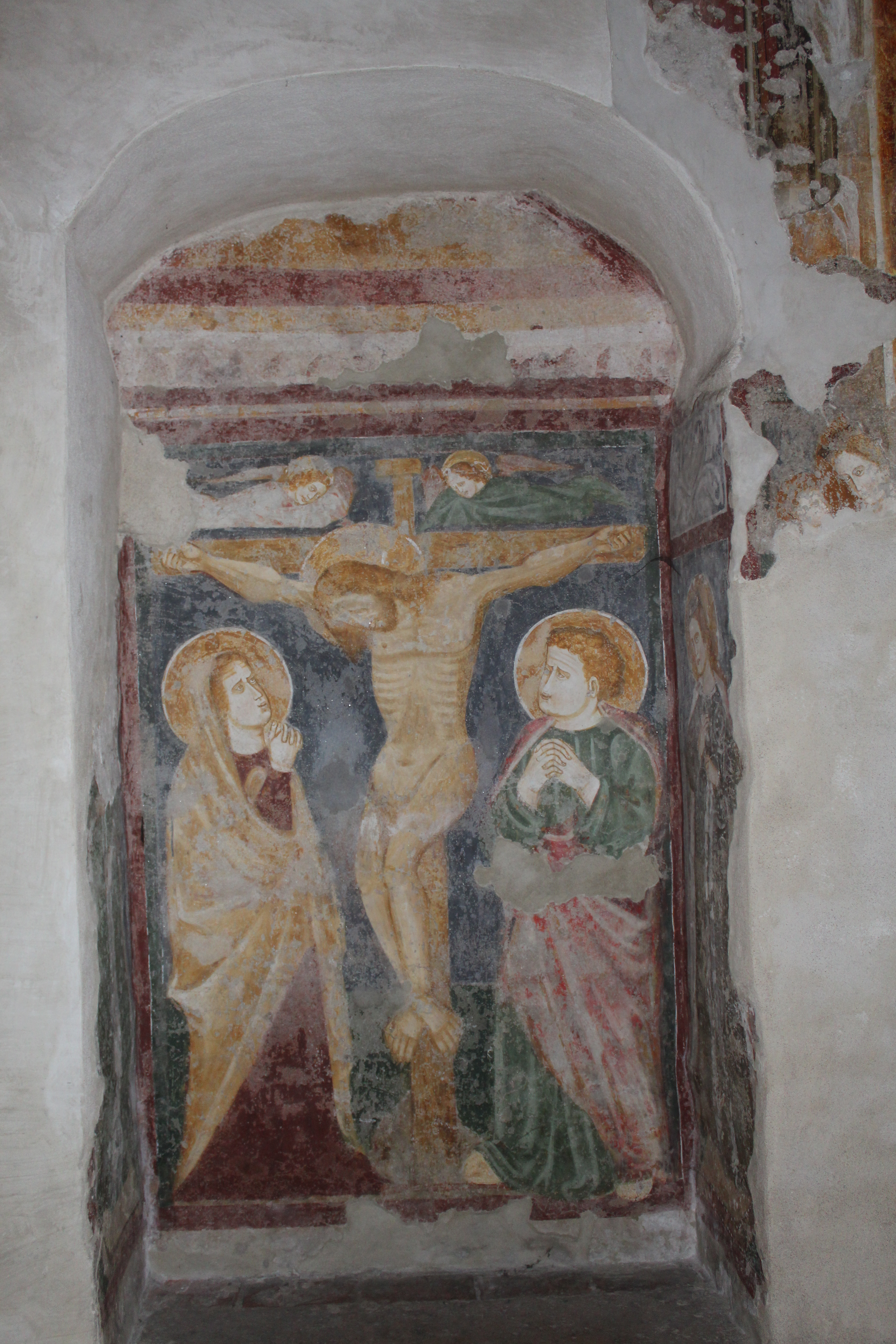
Kreuzigungsfresko im südlichen Seitenschiff
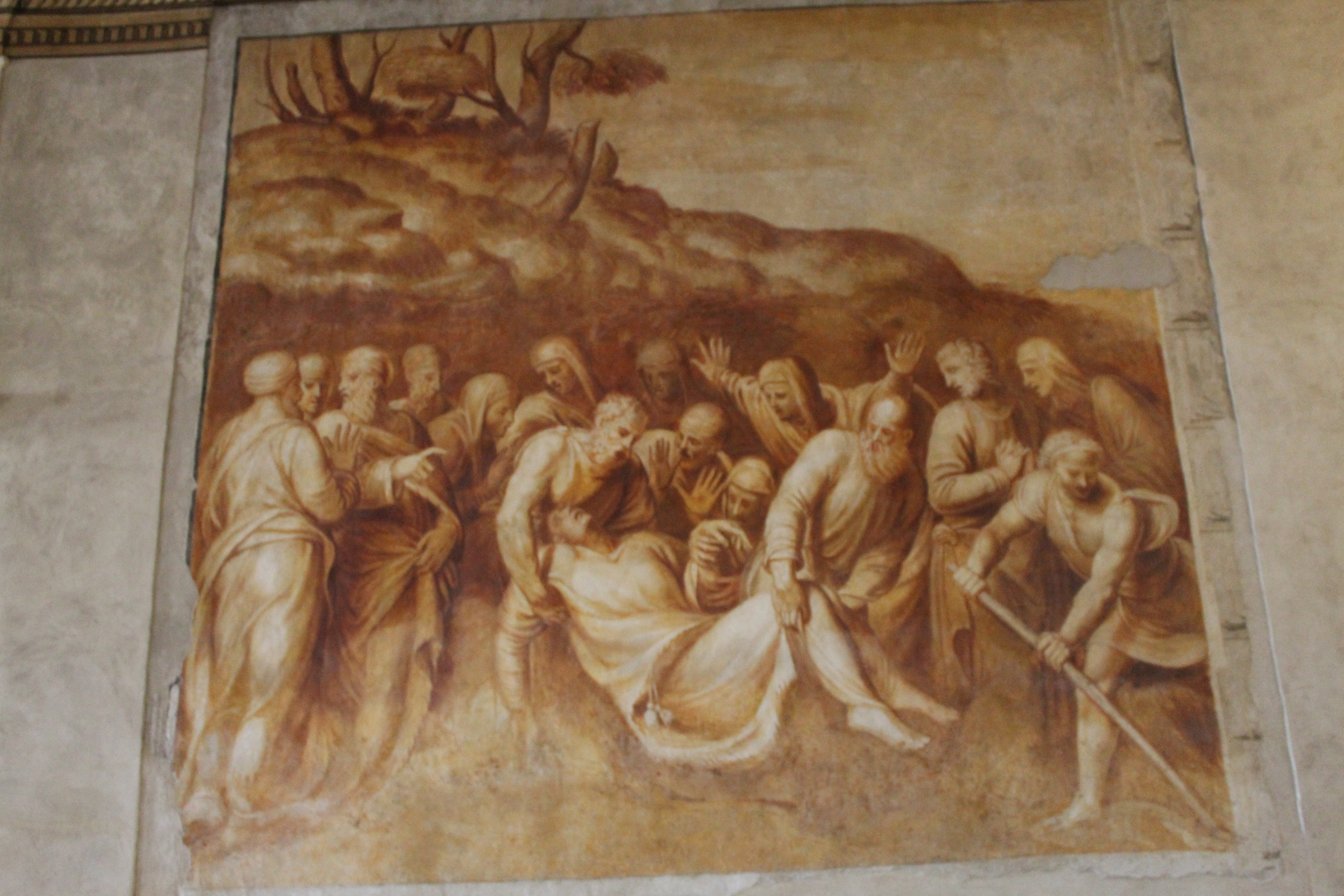
Grablegung des heiligen Stephanus von Battista del Moro im nördlichen Seitenschiff

Am nördlichen Treppenzugang zur Krypta befinden sich an der Nordwand des Langhauses und der gegenüberliegenden Scheidewand des nördlichen Seitenschiffes Überreste von Fresken aus dem 14. Jahrhundert. Die Fresken wurden beim mehrmaligen Umbau der Treppenzugänge in Mitleidenschaft gezogen. An der Nordwand des Langhauses sind drei nur in Teilen erhaltene Heiligenfiguren abgebildet. Anhand der Kleidung lassen sich von links nach rechts ein Bischof, ein Pilger und ein Prälat identifizieren. Gegenüber ist ein Fresko, das noch byzantinische Einflüsse zeigt und wahrscheinlich Anfang des 14. Jahrhunderts entstanden ist. Das ebenfalls nur in Bruchstücken erhaltene Fresko zeigt die Darstellung des Herrn. Im rechten Seitenschiff befindet sich an der Treppe zur Krypta an der Südwand ein Kreuzigungsfresko eines unbekannten Malers, das der ersten Hälfte des 13. Jahrhunderts zugeschrieben wird und von der Schule Giottos beeinflusst ist.
Neben dem im 12. Jahrhundert entstandenen und im 19. Jahrhundert zugemauerten südlichen Seiteneingang befindet sich ein mit 1396 datiertes Fresko, das dem Maler Giacomo da Riva zugeschrieben wird und die thronende Madonna mit zwei Heiligen zeigt. Der rechte Teil des Votivbildes ist vom Fresko des Battista del Moro übermalt. Letzteres wurde in verschiedenen Ockertönen im manieristischen Stil gefertigt und stammt aus der zweiten Hälfte des 16. Jahrhunderts. Es zeigt die Grablegung des heiligen Stephanus nach seiner Steinigung. Auf der gegenüberliegenden Seite im nördlichen Seitenschiff wurde von del Moro im gleichen einfarbigen Stil die Ordination des Stephanus zum Diakon dargestellt. Von del Moro stammt auch das Fresko über dem südlichen Seiteneingang, das ebenfalls den heiligen Stephanus zum Motiv hat. Der Heilige ist zu seinen Füßen von vermeintlichen Putten umgeben, die bei näherer Betrachtung Schwertwunden aufweisen und Kinder des Kindermords in Bethlehem darstellen.

#### Kapelle Varalli
Die im Stil des Frühbarocks errichtete einzige Seitenkapelle des südlichen Seitenschiffes gehört zu den bedeutendsten Zeugnissen des Barocks in Verona. Die nach ihrem Auftraggeber Monsignore Varalli benannte Kapelle, wird in Anlehnung an die hier aufbewahrten Reliquien des Kindermords in Betlehem (italienisch Strage degli innocenti) auch als Cappella degli Innocenti bezeichnet. Sie besitzt einen quadratischen Grundriss mit vier Bögen, wovon drei mit Altarretabeln geschmückt sind, die von drei Veroneser Künstlern des 17. Jahrhunderts stammen, die Schüler von Felice Brusasorzi waren. Neben dem Eingang befinden sich zwei schwarze Tafeln mit Inschriften, wovon nur noch die Inschriften der linken Tafel leserlich sind. Darauf ist vermerkt, dass in der Kapelle die Gebeine von vier beim Kindermord in Betlehem getöteten Kindern sowie von 40 Veroneser Märtyrern und fünf heiliggesprochenen Bischöfen der Stadt aufbewahrt werden.
Auf den vier Bögen ruht ein achteckiger Tambour mit einer halbkugelförmigen Kuppel. Letztere ist wie die Wände der Kapelle mit zahlreichen vergoldeten Stuckarbeiten und Bildern ausgeschmückt. Auf den Deckenbildern sind acht Tugenden dargestellt. Das zentrale Kuppelbild stellt den Triumph Gottvaters dar und wurde von Pasquale Ottino um 1620 gemalt. Ottino werden auch die anderen Deckenbilder sowie die Bilder in den Pendentifs der Kapelle zugeschrieben, die die Heiligen Franz von Assisi und Karl Borromäus, sowie Maria und den Erzengel Gabriel aus der Verkündigung des Herrn zeigen.
Die Motive der Altarbilder haben einen direkten Bezug zu den in der Kapelle aufbewahrten Reliquien. Auf der linken Seite ist das Martyrium der vierzig Veroneser Märtyrer zu sehen, die Opfer der Diokletianischen Christenverfolgung gewesen sein sollen. Das Bild stammt aus der Feder von Alessandro Turchi. Die Pala auf der gegenüberliegenden Seite wurde von Marcantonio Bassetti gefertigt. Es zeigt die fünf heiliggesprochenen Veroneser Bischöfe aus dem 5. und 6. Jahrhundert. Auf der Pala in der Mitte ist der Kindermord von Betlehem dargestellt. Das Bild stammt von Pasquale Ottino und ist wie die anderen zwei Altarbilder 1619 entstanden. Die beiden im Stil von Caravaggio beeinflussten Bilder des Bassetti und Turchi wurden in Rom gemalt, da beide 1619 im Quirinalspalast arbeiteten. Sie wurden nach ihrer Fertigstellung nach Verona geschickt.
Rechts neben der Kapelle steht das moderne Taufbecken aus Veroneser Marmor mit einem dahinter liegenden Kreuzigungsfresko eines unbekannten Künstlers.

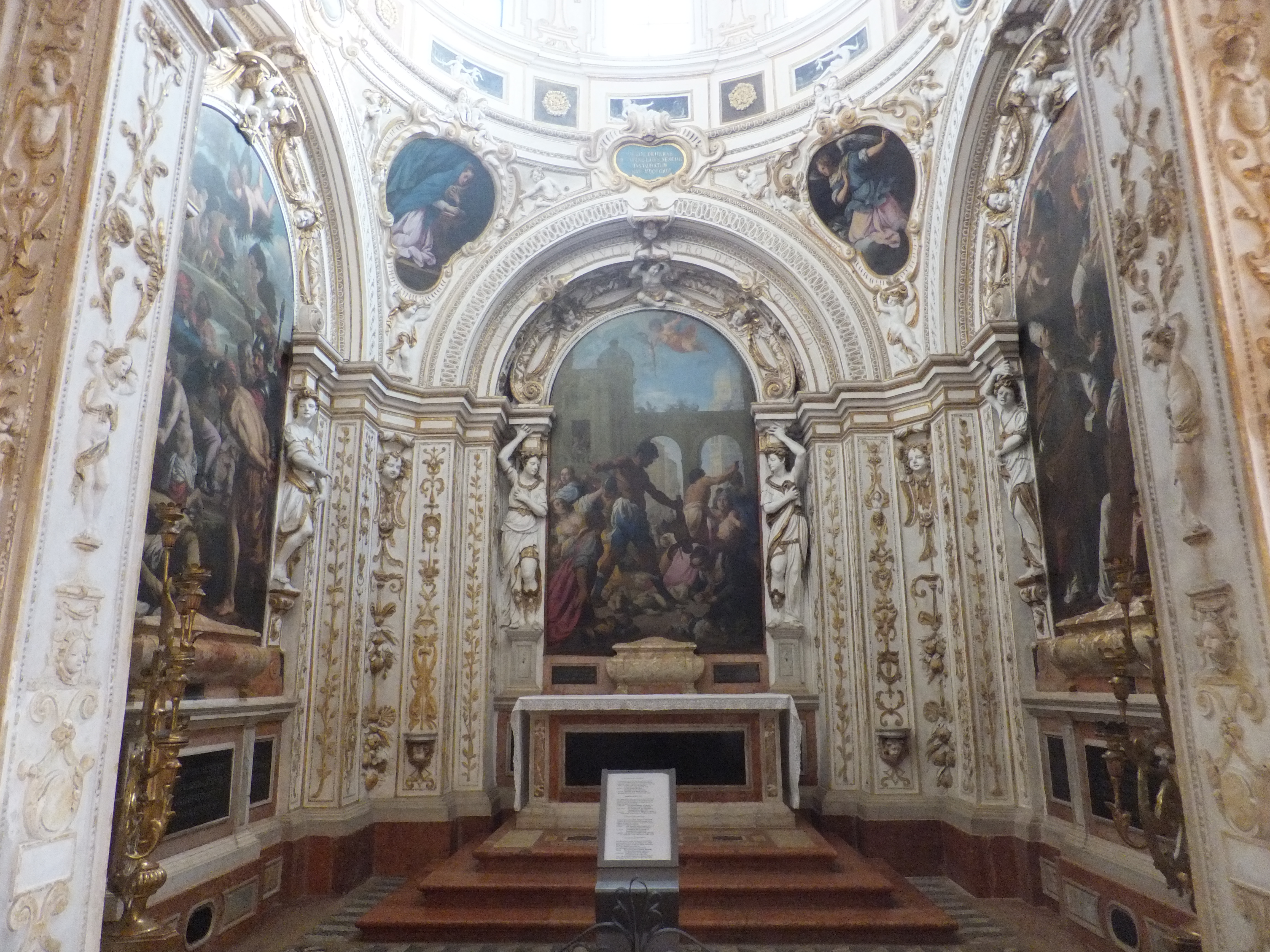
Kapelle Varalli mit den Altarbildern von Turchi, Ottino und Bassetti (von links nach rechts)
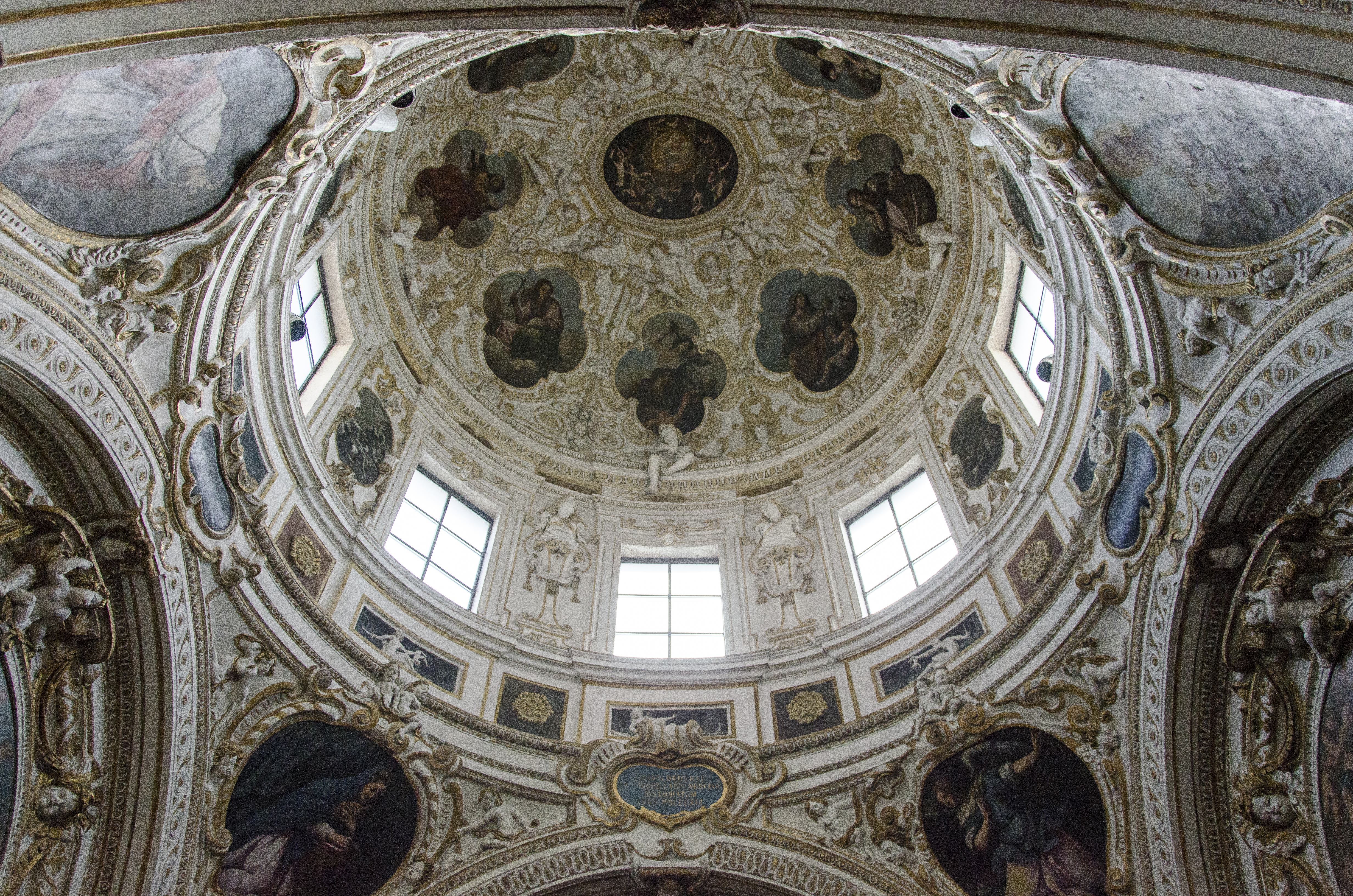
Kuppel mit Deckenbildern von Ottino
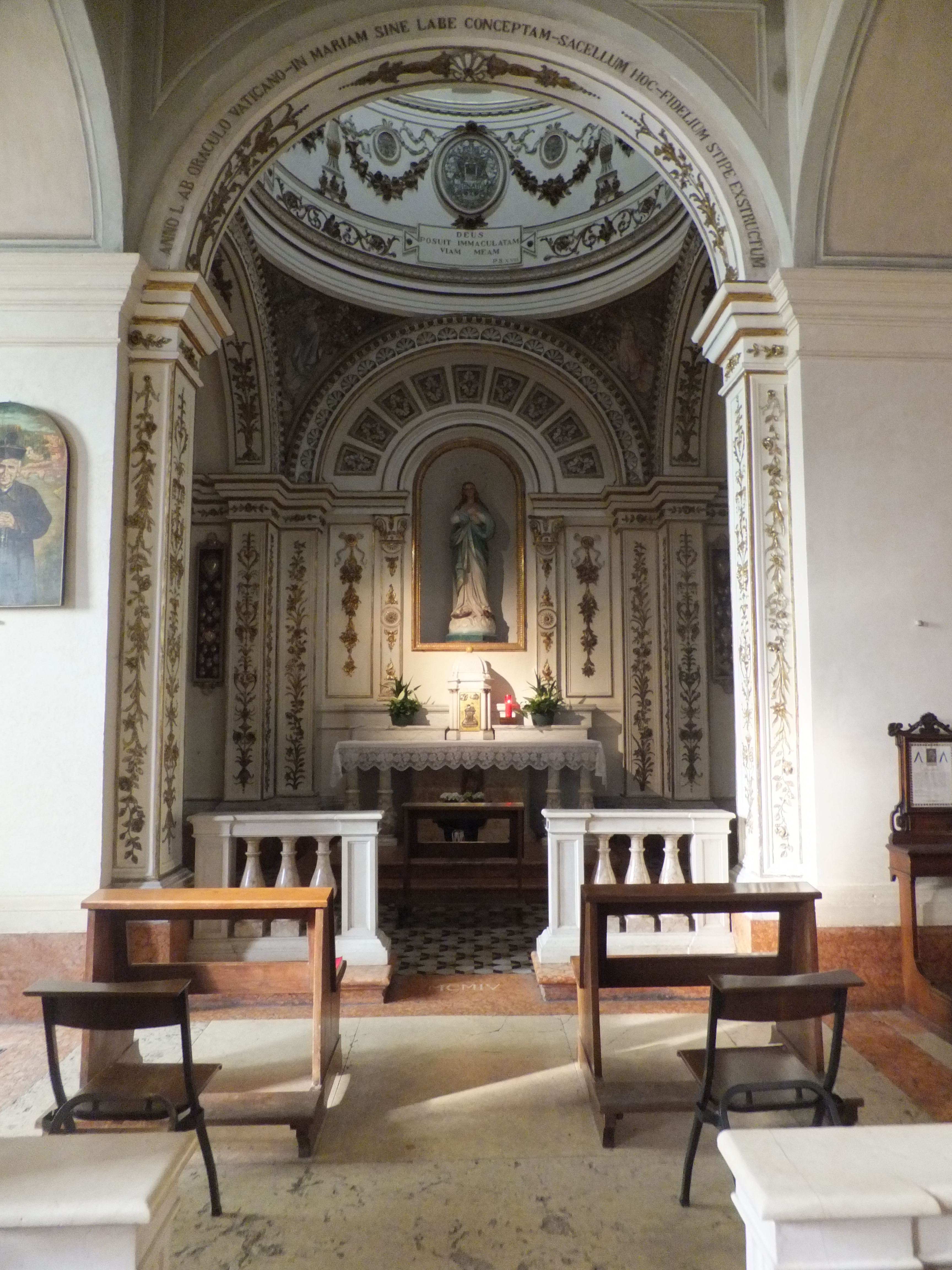
Kapelle der Unbefleckten Empfängnis

#### Nördliche Seitenkapellen
In der vom Westportal aus ersten Seitenkapelle auf der linken Seite befindet sich ein Altar mit einer Pala der Heiligen Familie, umgeben von einigen Heiligen. Das von Sante Prunati stammende Bild entstand zu Beginn des 18. Jahrhunderts. Die zweite ebenfalls im 18. Jahrhundert errichtete Seitenkapelle wurde zu Beginn des 20. Jahrhunderts umgestaltet und ist seit 1905 der Unbefleckten Empfängnis geweiht. Die mit vergoldeten Stuckarbeiten geschmückte Kapelle ahmt in groben Zügen die gegenüberliegende Varalli-Kapelle aus dem Frühbarock nach. In der dritten Seitenkapelle steht eine Büste des 1712 verstorbenen Erzpfarrers Giuseppe Bonduri.

### Chor
Auf der rechten Seite des Chores steht an der Südwand vor dem Querschiff eine Petrus-Statue aus Tuff aus der Mitte des 14. Jahrhunderts. Sie wird dem Veroneser Bildhauer Rigino di Enrico zugeschrieben und stand einst in der im 19. Jahrhundert abgerissenen Kirche San Pietro in Castello.
Die nachträglich eingezogene Chorkuppel wurde von Domenico Brusasorzi um 1553 mit Deckenbildern ausgeschmückt. Als zentrales Motiv ist der über den Tod triumphierende Christus dargestellt. In den Pendentifs sind die vier Evangelisten abgebildet.
Vom Veroneser Maler Sante Prunati stammen die Deckenbilder mit musizierenden Engeln und Putten des inneren Apsisbereiches. Sie entstanden zu Beginn des 18. Jahrhunderts. Ebenfalls aus dem 18. Jahrhundert stammen die drei Marmorstatuen auf der Brüstung des oberen Chorumgangs. Sie waren ursprünglich Teil des barocken Hochaltars, der nach der Liturgiereform des Zweiten Vatikanischen Konzils im 20. Jahrhundert abgerissen wurde. Die mittlere Statue des heiligen Stephanus in Carrara-Marmor wurde von Domenico Aglio geschaffen, während die beiden Statuen aus der Verkündigung des Herrn Maria und den Erzengel Gabriel darstellen und Arbeiten des Bildhauers Angelo Sartori sind.

#### Chorumgang
Der zweistöckige Chorumgang stellt eine Besonderheit von Santo Stefano dar und ist in keiner anderen Kirche in Italien anzutreffen. Der obere Umgang besitzt fünf unterschiedlich große Bögen, die zur Mitte hin größer werden und ihn vom Chorraum trennen. Im mittleren Bogen stand einst der sogenannte Bischofsstuhl, der nun direkt hinter dem Hauptaltar steht. Die Kapitelle wurden zum Teil von römischen und frühmittelalterlichen Bauten wiederverwendet und zum Teil den neuen Anforderungen grob angepasst. Der obere Chorumgang ist durch einige Treppen vom Chor aus erreichbar. Unklar ist, wie der Zugang vor der später erfolgten Erhöhung des Chors aussah. Möglicherweise gab es eine Außentür, die sich an der Nordseite der Apsis befunden haben könnte. Der untere Umgang befand sich ursprünglich etwa 40 cm oberhalb des einstigen Fußbodens der Kirche und ist über zwei Treppen der später entstandenen Krypta aus erreichbar.
Der untere Chorumgang besaß ursprünglich vier zum Chor offene kleine Fenster, die nach dem Bau der Krypta und der Aufstockung des Chorbereichs zugemauert wurden, aber noch zu erkennen sind. Sie dienten vermutlich dazu, dass die Pilger einen Blick auf die ursprünglich im Chor aufbewahrten Reliquien werfen konnten. Andere Autoren gehen davon aus, dass sich die Reliquien in einem Zwischenraum der zwischen Chorumgang und Chor liegenden Mauer befanden und die Pilger über Monoforien die im Zwischenraum liegenden Reliquien betrachten konnten. Nach dem romanischen Umbau lag der untere Chorumgang auf Höhe der Krypta unterhalb des nun drei Meter höheren Chors und verlor damit jegliche Bedeutung.
An der zum Chor gelegenen Außenwand des Chorumgangs sind Fresken aus dem 10. oder 11. Jahrhundert erhalten. Sie stellen ein mit Perlen besetztes Seidentuch mit Clipei dar, die mit Adlern und Löwen geschmückt sind. Die Fresken mit Ornamenten im oberen Chorumgang sind dagegen wesentlich jünger und wurden von Bernardo Muttoni im 18. Jahrhundert angefertigt.

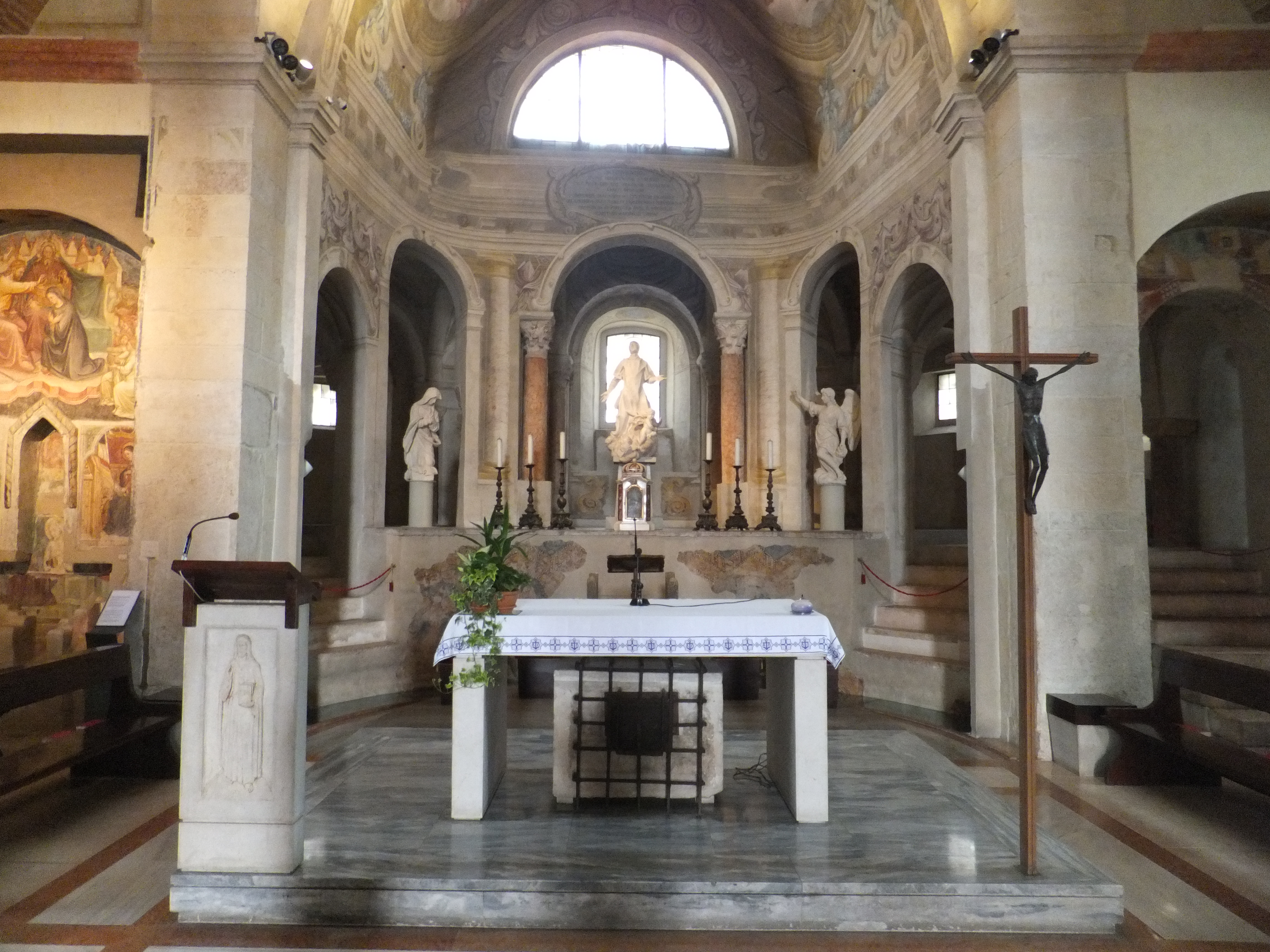
Chor, Hauptaltar und oberer Chorumgang
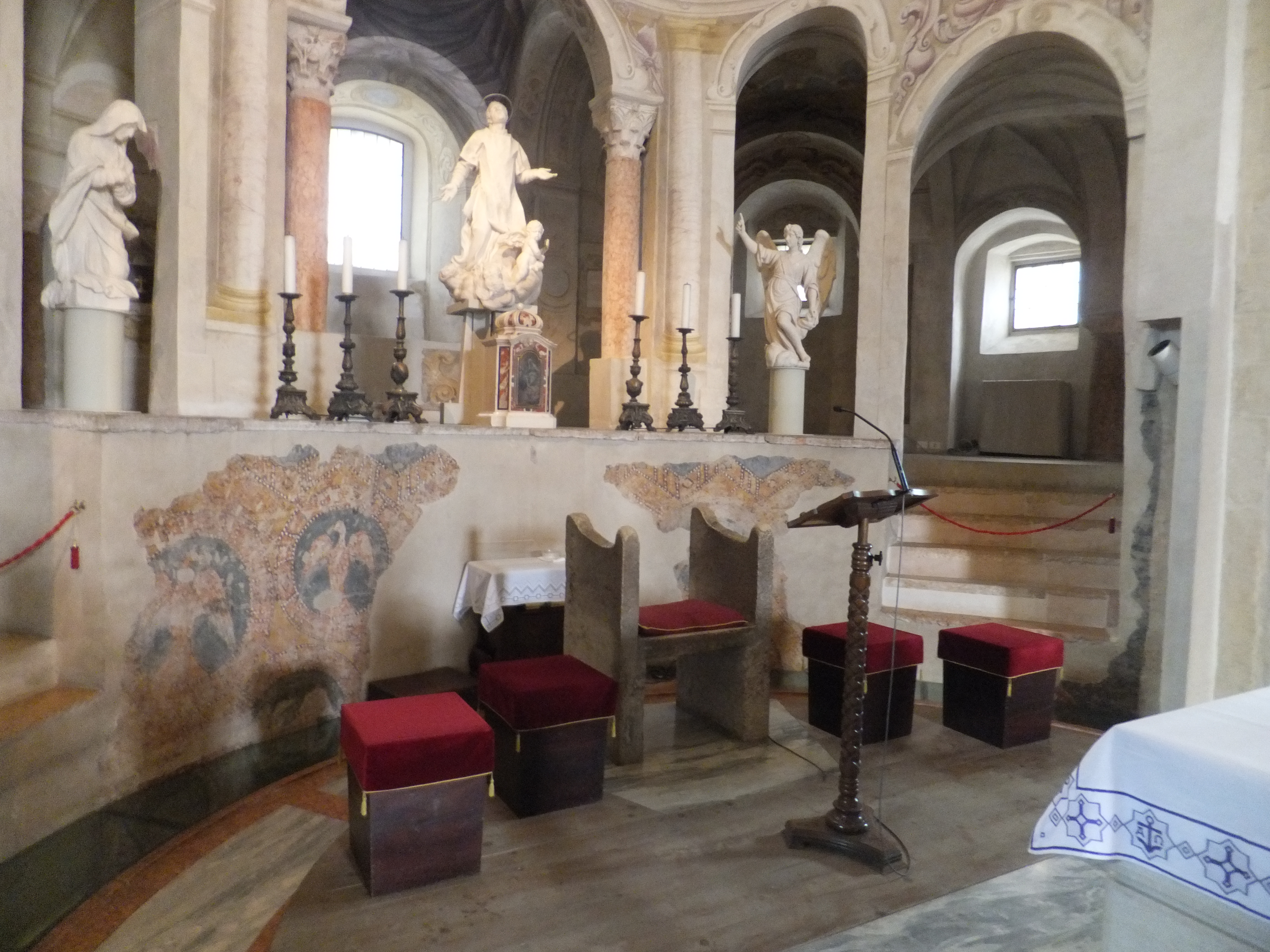
Chor mit oberem Chorumgang und Freskenresten
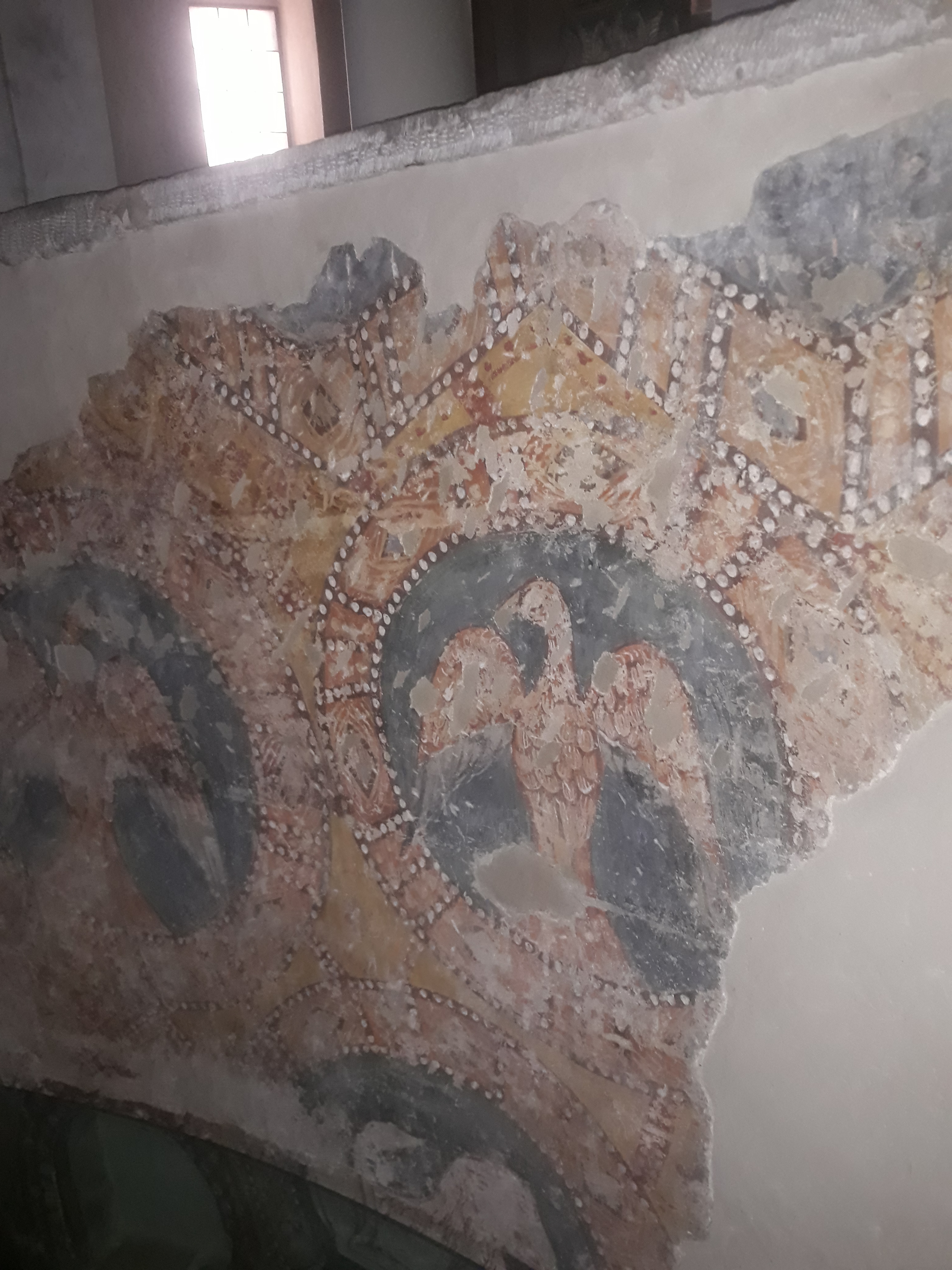
Fresken des Chors im Detail
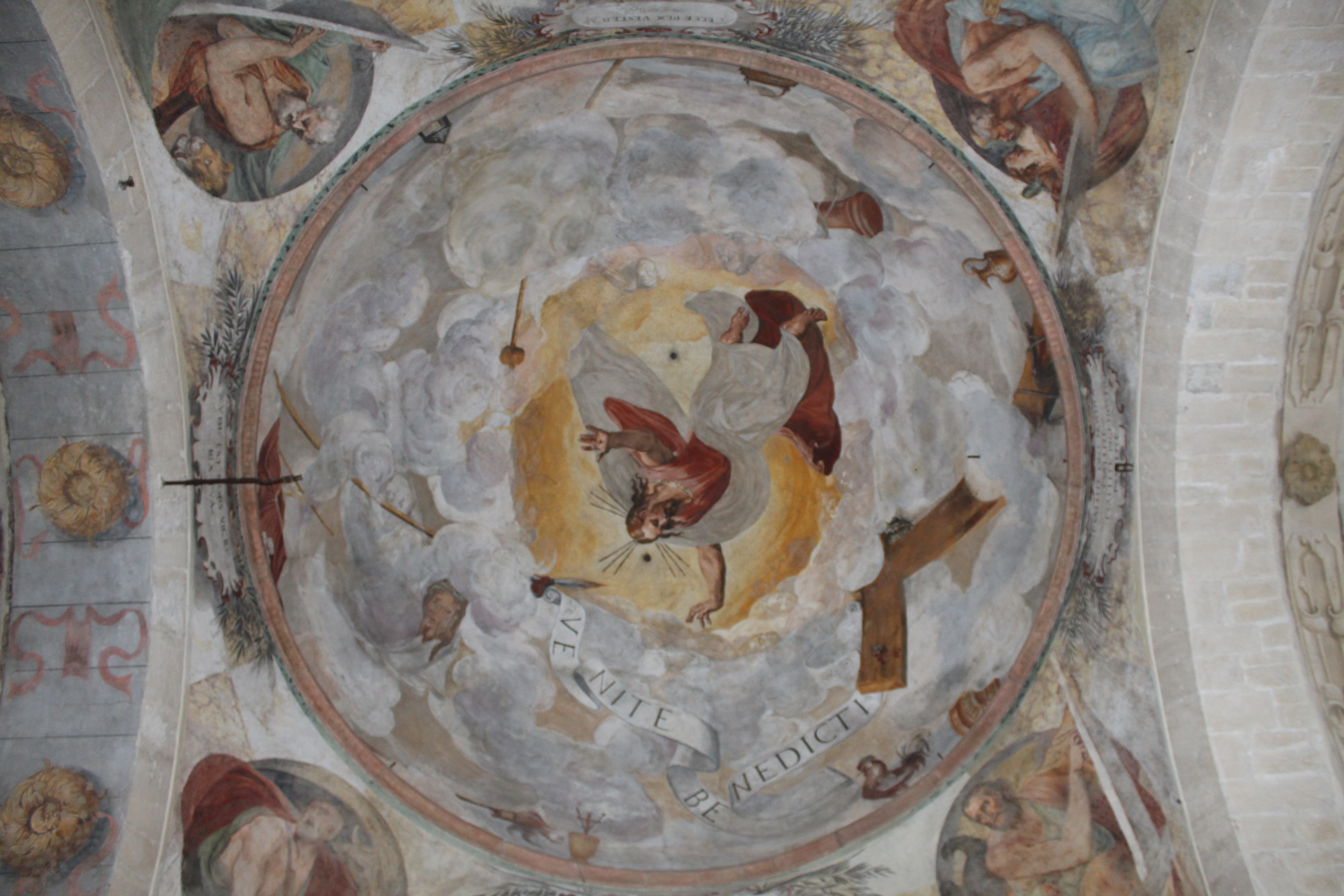
Chorkuppel mit Fresko von Domenico Brusasorzi
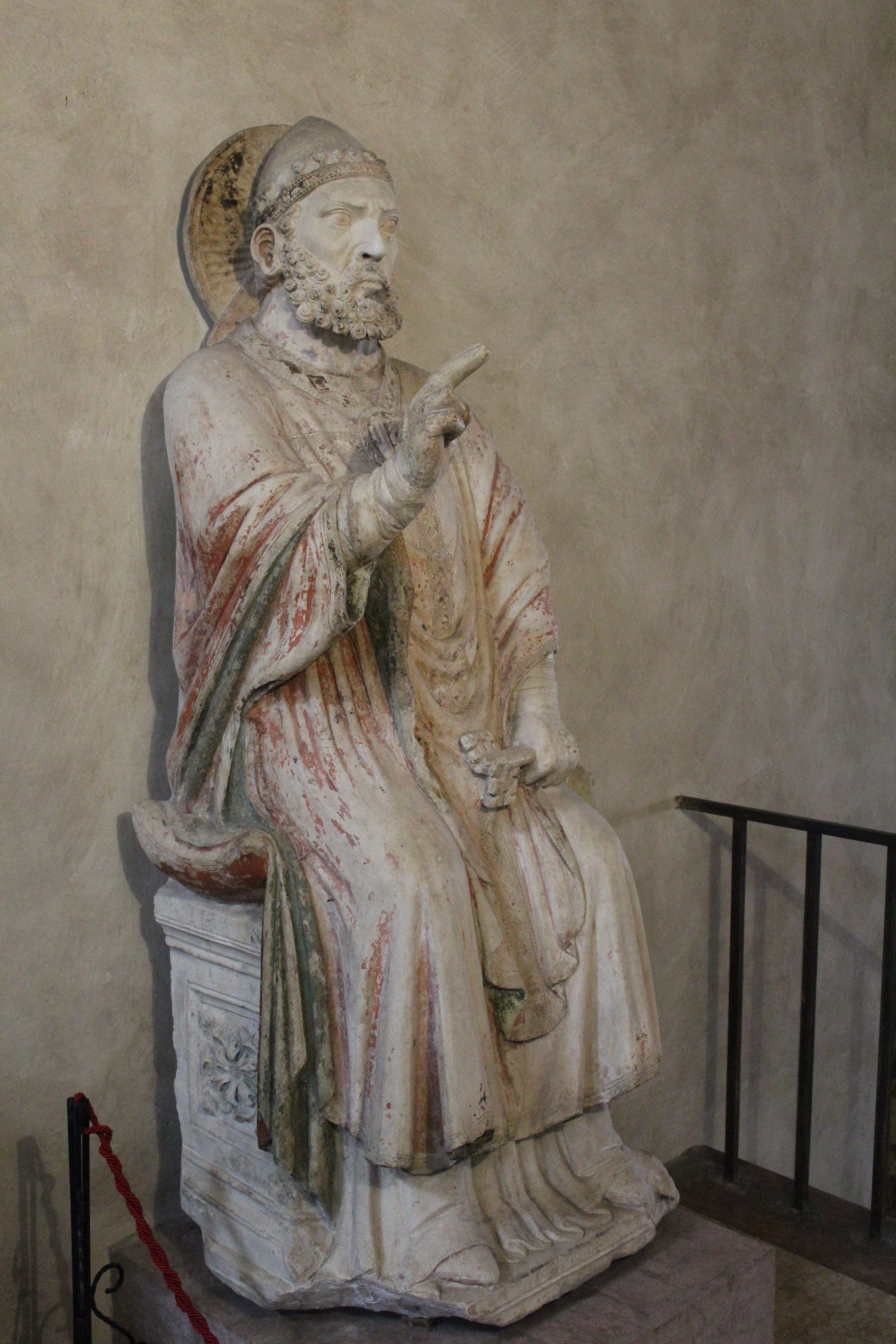
Statue des heiligen Petrus

#### Querschiff
Das linke und rechte Querschiff sind mit gotischen Fresken ausgeschmückt. Am Beginn des rechten Seitenschiffs befindet sich ein Fresko von Giacomo da Riva der stillenden Madonna, das mit 1388 datiert ist. Im zugemauerten Zugang des oberen Chorumgangs im linken Querschiff findet sich ein in der Mitte des 19. Jahrhunderts wiederentdecktes Fresko, das dem Maler Martino di Verona, einem Schüler des Altichiero da Zevio, zugeschrieben wird. Dargestellt sind die Verkündigung des Herrn und die Krönung Mariens. Das zu den Meisterwerken von Martino di Verona zählende Fresko entstand Ende des 14. oder Anfang des 15. Jahrhunderts auf einem älteren Fresko aus dem 12. oder 13. Jahrhundert und wurde seinerseits im 15. Jahrhundert übermalt. Das detailreiche Fresko, das den Stil von Stefano da Verona auf individuelle Weise nachahmt, wurde nach seiner Entdeckung erst 1920 vollständig freigelegt und restauriert. An der rechten Seitenwand der Nische ist ein Fresko aus dem 14. Jahrhundert, das den heiligen Stephanus zeigt. Die von Brusasorzi in den 1550er Jahren angefertigte Pala, mit der das Fresko von Martino di Verona überdeckt wurde, befindet sich mittlerweile im Museum im Castelvecchio.
Die Tonnengewölbe sind wie die Kuppel des Chores von Brusasorzi ausgemalt und in der Mitte des 16. Jahrhunderts entstanden. Dargestellt sind unter anderem in Loggien singende und musizierende Engel. Der Maler spielt damit auf seine Liebe zur Musik an, die auch von seinem befreundeten Auftraggeber geteilt wurde. Daneben sind die Erzengel Gabriel und Michael, die Kirchenväter sowie Gegenstände verschiedener Martyrien abgebildet.
An der Südwand des Querschiffs befindet sich ein Altar mit einer Pala von Giovanni Francesco Caroto, auf der eine Madonna mit Kind umgeben von den Aposteln Andreas und Petrus dargestellt sind. An der Westwand des gegenüberliegenden nördlichen Querschiffes ist die ursprüngliche Pala des Hauptaltars aufgestellt. Das von Brusasorzi gefertigte Altarbild zeigt den das Kreuz tragenden Christus mit einem knienden Stephanus und einer Reihe weiterer Heiliger zu seinen Füßen, darunter Zenon und Petrus von Verona. Daneben befindet sich an der Nordwand des Querschiffes ein Seitenaltar mit einer von Paolo Farinato 1591 datierten Pala, die die Aussendung des Heiligen Geistes zum Motiv hat.

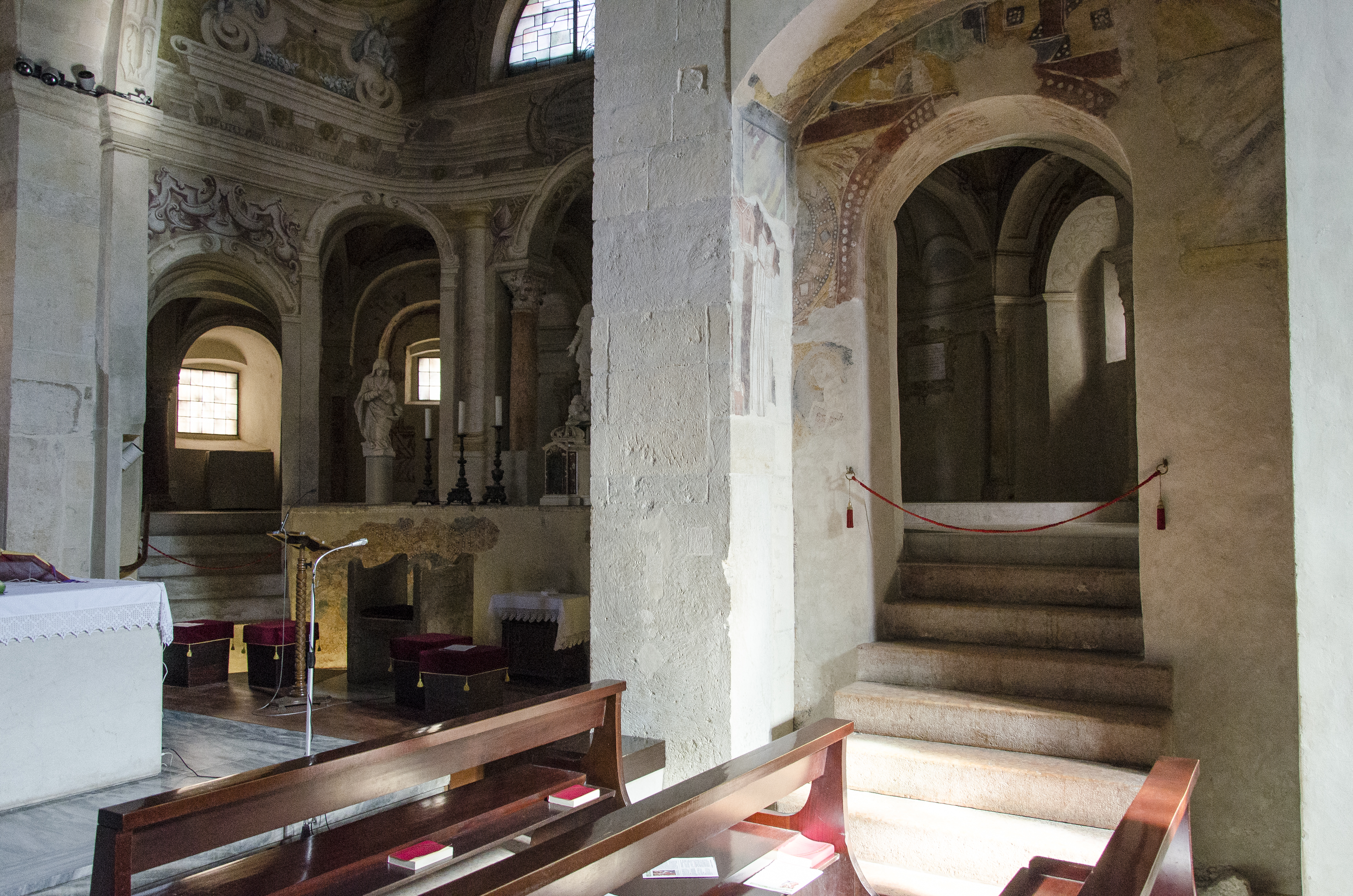
Rechtes Querschiff mit Fresko verziertem Zugang zum oberen Chorumgang. Links daneben einer der im 12. Jahrhundert eingesetzten Stützpfeiler des Tiburio
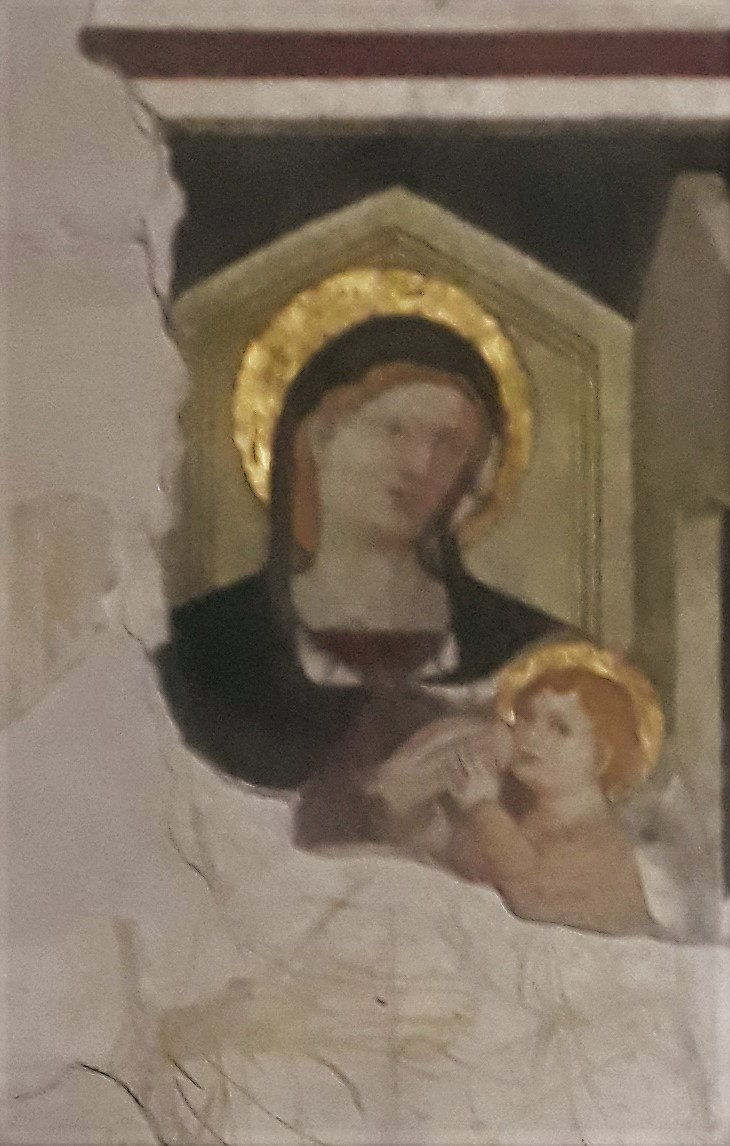
Stillende Madonna von Giacomo da Riva
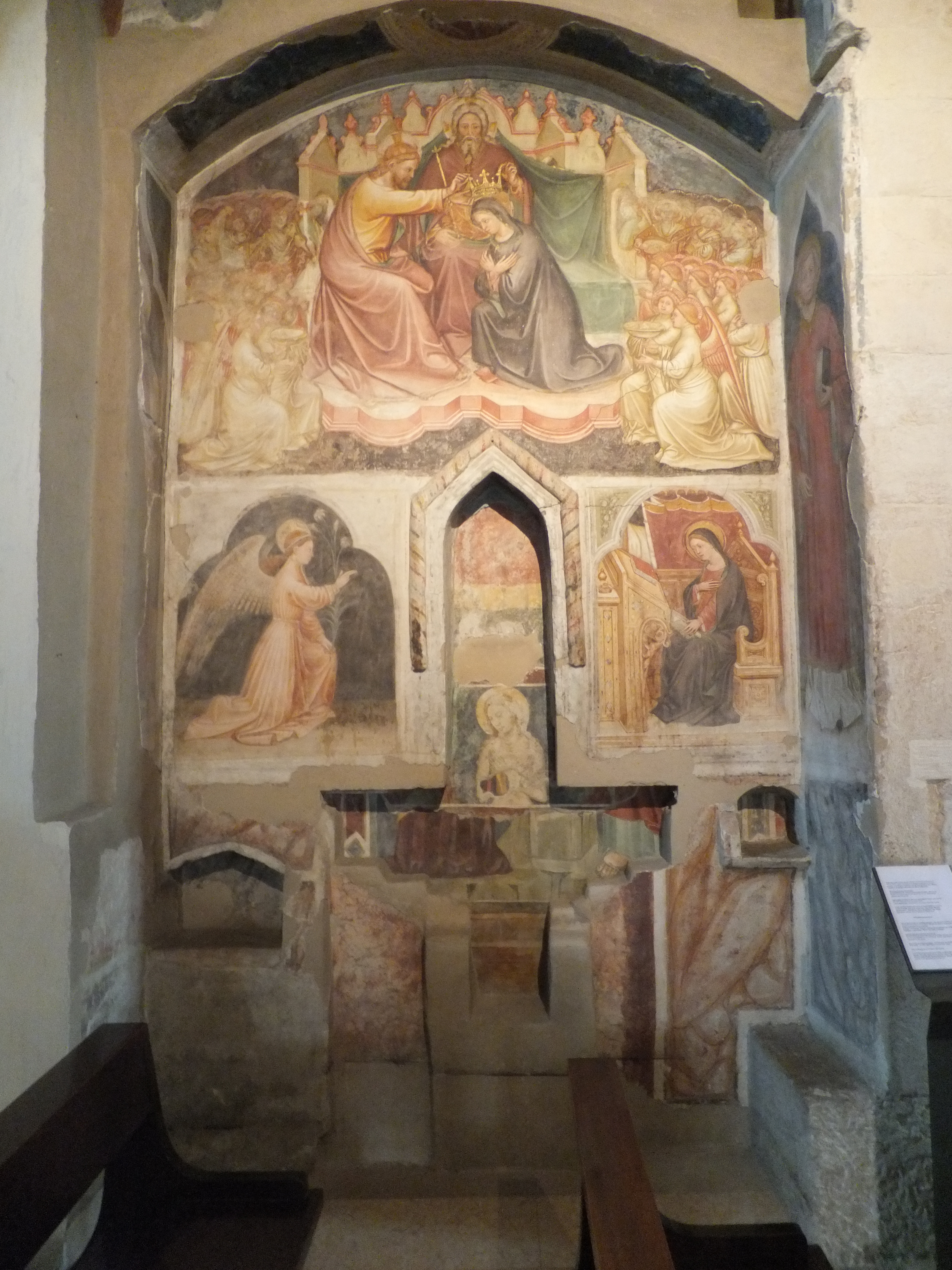
Fresko von Martino da Verona
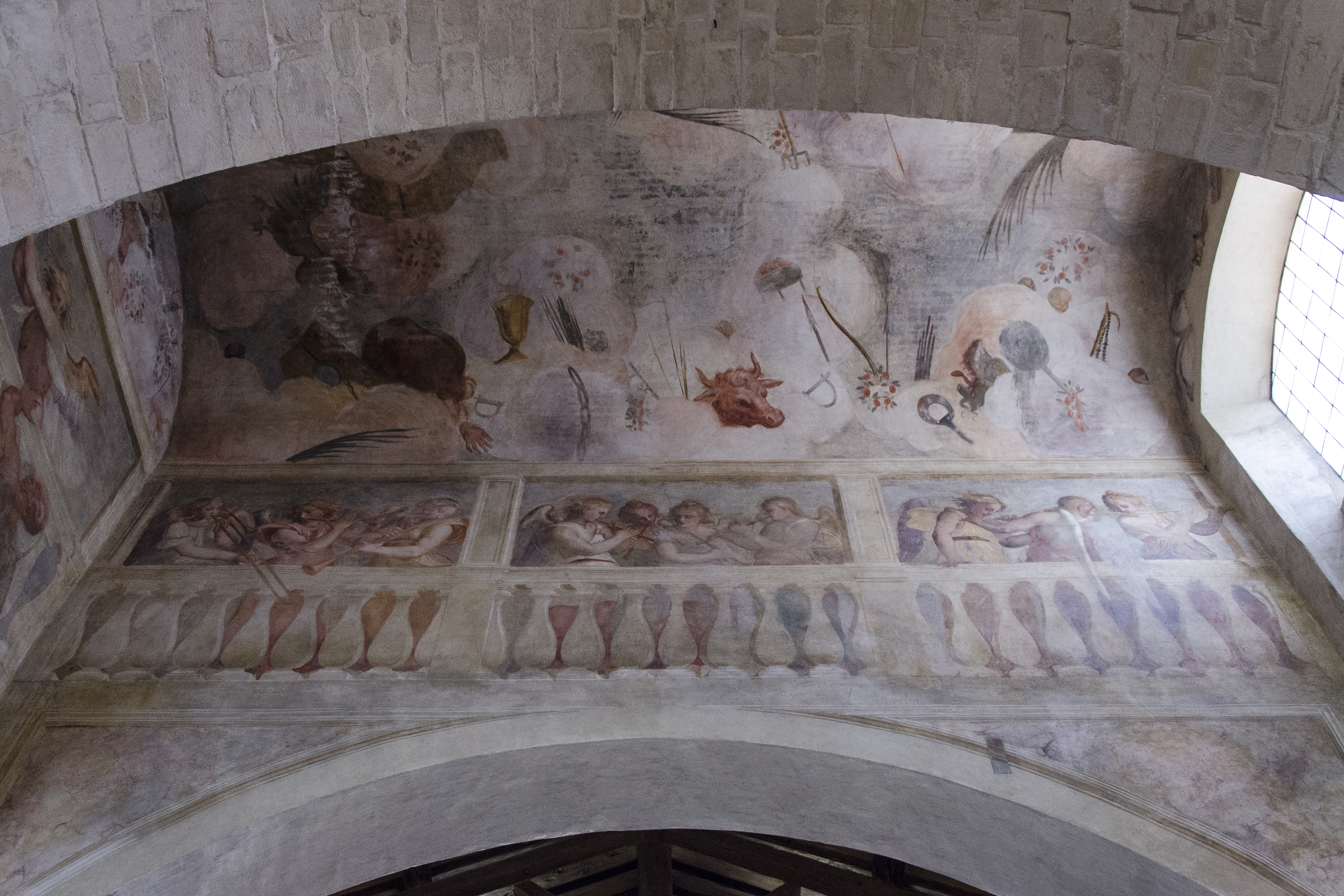
Gewölbefresken von Domenico Brusasorzi

### Krypta
Die nach einigen Autoren bereits in der ersten Hälfte des 12. Jahrhunderts errichtete Krypta erstreckt sich unter dem gesamten Querschiff und der Apsis. Der Zugang erfolgt über zwei Treppen am Ende des nördlichen und südlichen Seitenschiffes. Er wurde im Laufe der Zeit mehrmals verändert, zuletzt 1953, bei dem der ursprüngliche Zustand wiederhergestellt wurde. Die als Souterrain kreuzförmig angelegte Krypta besitzt im nördlichen Querschiff ein Fenster. Die Kreuzgewölbe werden von zwölf unterschiedlich farbigen Säulen gestützt. Die vier dunkelgrauen Granitsäulen mit Entasis vor dem Altar der Krypta sind ägyptischer Herkunft und könnten Überbleibsel des Isis- und Serapistempels sein. Andere einfache korinthische Säulen könnten nach Valenzano vom abgerissenen Atrium stammen. Die Gewölbe sind mit Fresken mit Blumen- und Pflanzenmotiven aus dem 15. und dem 16. Jahrhundert geschmückt.
Der Altar aus Carrara-Marmor stammt aus der zweiten Hälfte des 16. Jahrhunderts. Zur gleichen Zeit wurde die dahinter liegende Wand aufgezogen, die mit Fresken eines unbekannten Autors geschmückt ist. Sie zeigen den Kindermord in Bethlehem und die Verkündigung des Herrn.

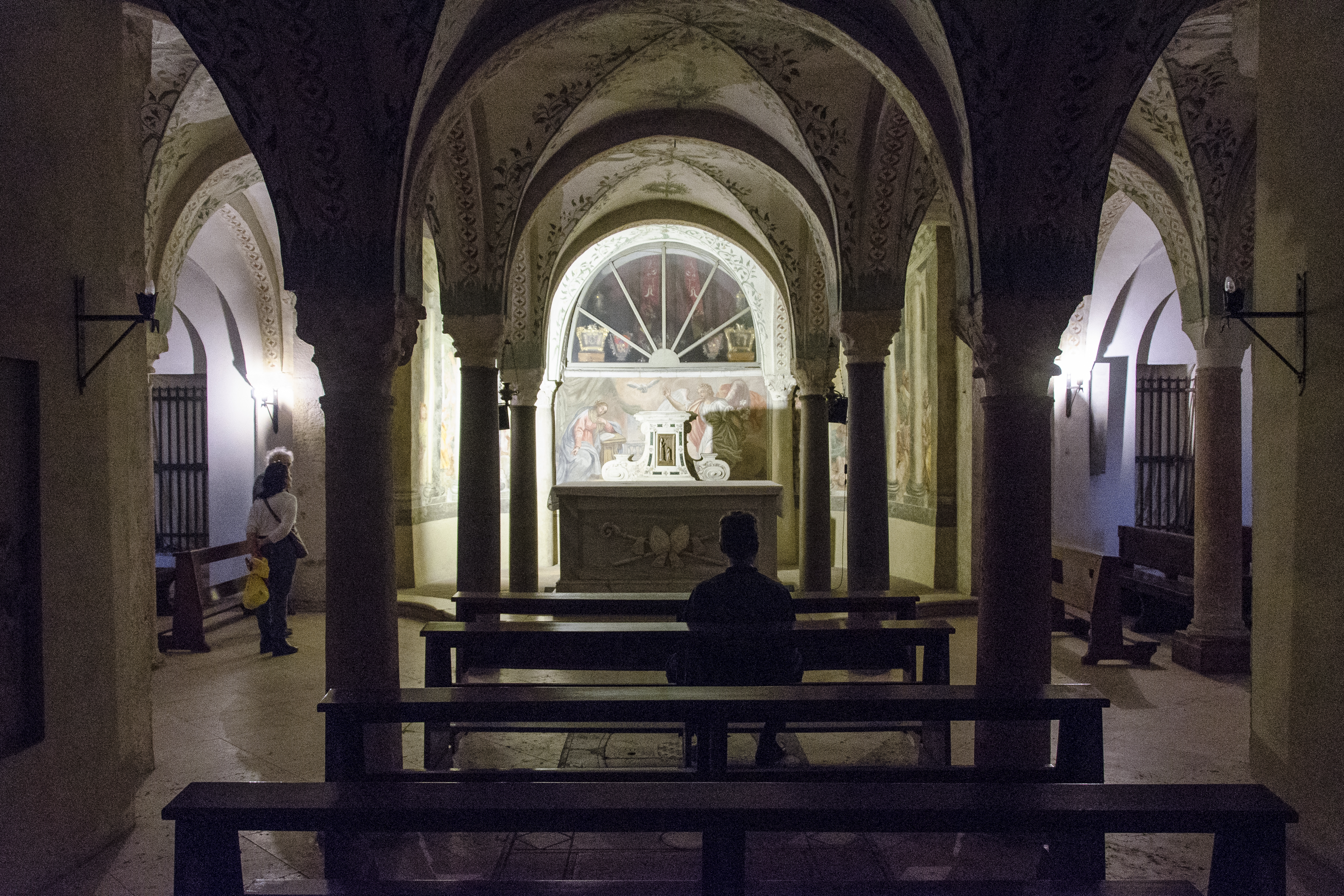
Krypta, am linken und rechten Bildrand die Zugänge zum unteren Chorumgang
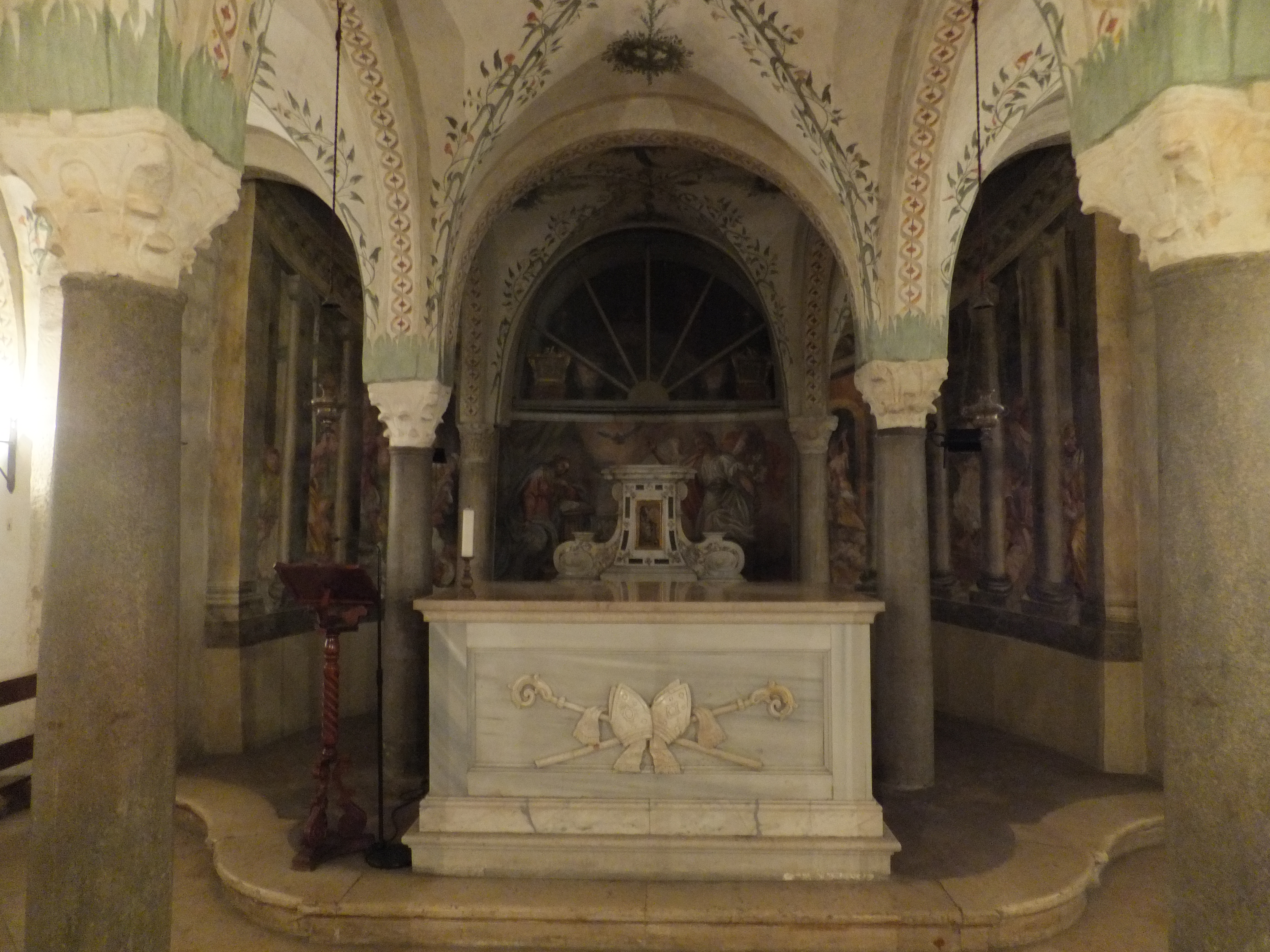
Marmoraltar der Krypta mit den vermeintlichen Säulen des Isistempels und korinthischen Kapitellen
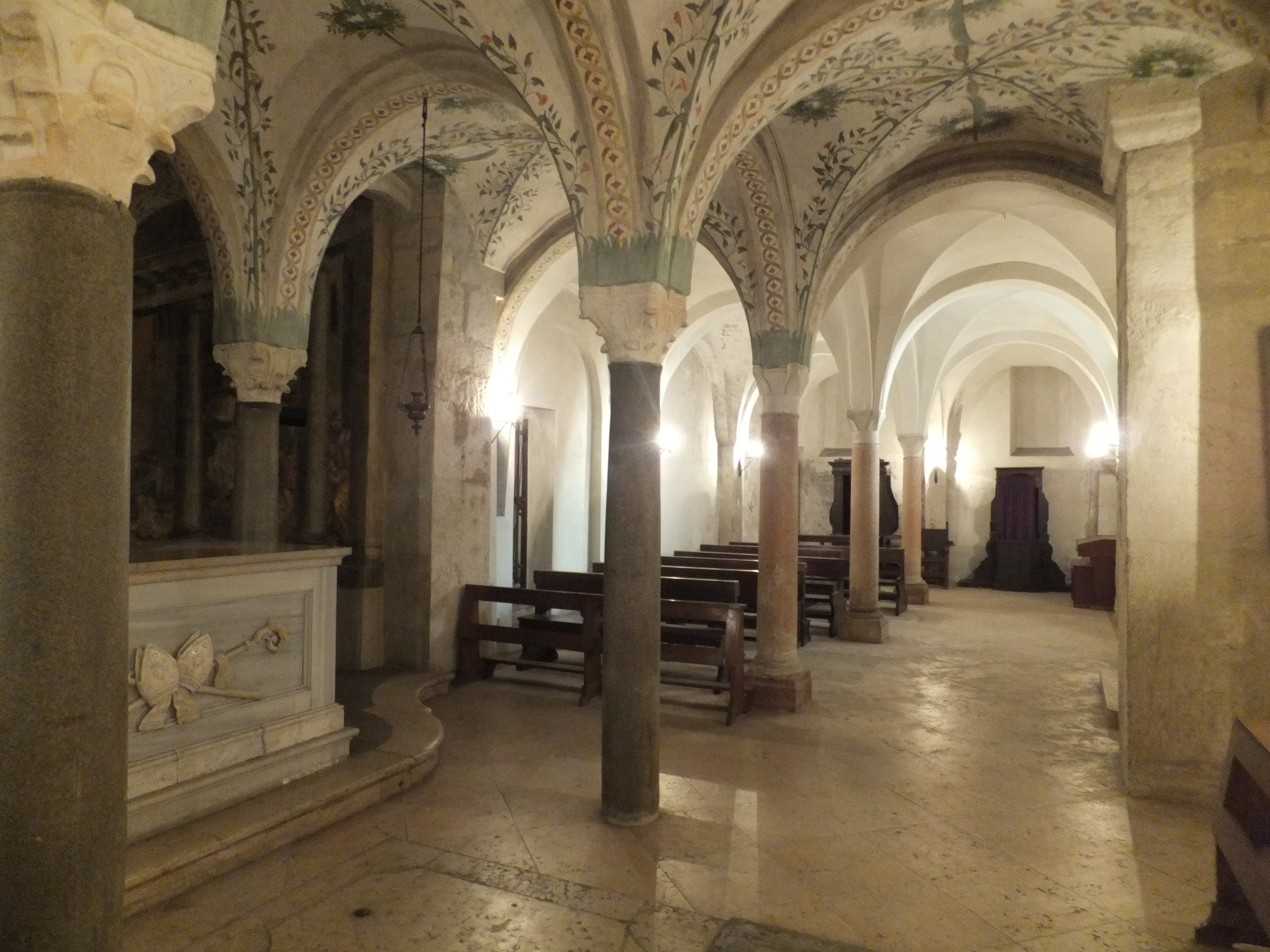
Südliches Querschiff der Krypta
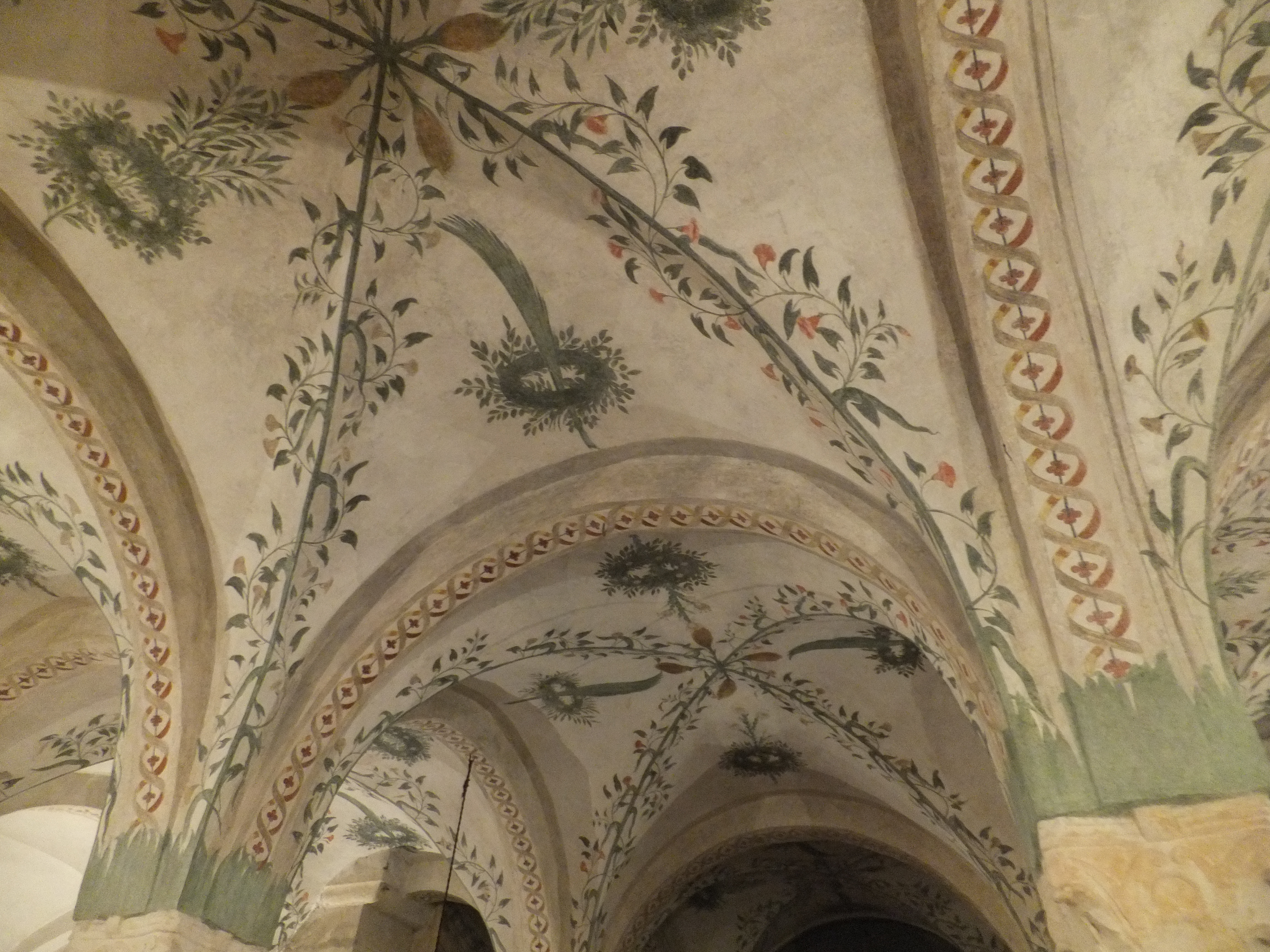
Mit Fresken geschmückte Gewölbe der Krypta